# Maghreb
Cet article possède des paronymes, voir Machrek et Maghrib.
Le Maghreb (arabe : المغرب (al-Ma ğrib), « le Couchant, l'Occident, l'Ouest », ou de son nom complet : « al-Mağrib al-‘Arabi » « Le Couchant arabe », المغرب العربي) est une zone géographique correspondant à l'ouest du monde arabe créé entre 661 et 750 par les Arabes, dans le but d'unifier l'ouest du califat omeyyade sous un même pouvoir central et une administration unie (wilāya).
Les premiers Arabes l'ont appelé Jazirat al-Maghrib (la forme Djazirat el-Maghreb est parfois utilisée), c'est-à-dire « Île du Couchant », désignant les pays isolés du reste de leur empire. À partir de la fin du XIXe siècle et au XXe siècle, sur la lancée du panarabisme, le Maghreb est identifié et désigné comme le « Maghreb arabe » par les sphères nationalistes et identitaires.
À l'ouest du golfe de Syrte pendant la colonisation française, le terme Maghreb au sens strict désignait l'Afrique française du Nord (AFN) qui englobait l'Algérie, le Maroc et la Tunisie. Apparue dans les années 1950, la notion de « Grand Maghreb » se réfère à un espace qui inclut également la Libye et la Mauritanie, ainsi que le territoire contesté du Sahara occidental. Elle fait référence à un espace géographique, mais ce concept reste peu utilisé. Le territoire de l'Azawad (partie nord du Mali) et l'Ouest du Niger, sont culturellement proches du reste du Maghreb. La limite orientale, elle, est plus floue : la Cyrénaïque, en Libye, reste fortement influencée par le Machrek, tandis que Siwa, Qara et certaines villes de l'ouest de l'Égypte[Lesquelles ?] sont des oasis berbérophones en territoire égyptien. Les îles Canaries, à l'ouest du Maroc, font partie de l'aire historico-culturelle berbère mais n'ont jamais été arabisées ni islamisées, et ne font pas partie du Maghreb.
Le Maghreb occupe une superficie d'environ cinq millions de kilomètres carrés partagés entre le bassin méditerranéen et le désert du Sahara, qui recouvre la majeure partie de son territoire : la population, d'environ 100 millions d’habitants, est de ce fait très inégalement répartie, et concentrée principalement sur les plaines littorales.
Le Maghreb, situé à l’intersection du monde arabe et des civilisations méditerranéenne et africaine, constitue depuis plus d’un millénaire une entité géographique et culturelle marquée par la fusion des influences arabo-berbères. Si les Berbères autochtones en forment le socle initial, l’histoire du Maghreb a été profondément transformée par l’arrivée de vagues successives de peuplement, parmi lesquelles les Phéniciens, les Vandales et les Romains. Cependant, c’est l’arrivée des tribus arabes, notamment les Banû Hilal les Banû Ma'qil et les Banû Sulaym aux XIe et XIIe siècles, qui a marqué un tournant décisif dans l’arabisation de la région. Ces tribus arabes ont remplacé et supplanté les populations locales sur de larges zones au Maghreb. Bien qu'éloignés l'un de l'autre par divers aspects, le Maghreb et le Machrek sont néanmoins liés par la langue arabe et la culture islamique. L'histoire contemporaine du Maghreb est marquée par les colonisations française, espagnole et italienne, mais aussi par sa proximité avec l'Europe de l'Ouest. Depuis 1989, une tentative de rapprochement politique et économique a été initiée avec la création de l'Union du Maghreb arabe,,,.

## Étymologie et dénominations
Le terme Maghreb provient de l'arabe Maghrib, qui désigne le couchant, l'ouest, l'occident, en opposition au Mashriq, le Levant, c'est-à-dire « l'Orient », qui s'étend de l'Égypte à l'Irak et à la péninsule arabique,.
Les différentes dénominations utilisées pour désigner le Maghreb en arabe sont : Al-Maghrib (المغرب) « le Couchant, l'Occident », al-Maghrib al-Arabi (المغرب العربي) « l'Occident arabe », ou Al-Maghrib al-Kabir (المغرب الكبير) « le grand Maghreb ». Le Maghreb est aussi parfois surnommé l'Occident musulman.
Les géographes arabes délimitaient trois zones au Maghreb : Al-Maghrib al-Aqsa (Extrême-Maghreb ou Maghreb occidental, actuel Maroc), Al-Maghrib al-Awsat (Maghreb central, actuelle Algérie) et Al-Maghrib al-Adna (Proche-Maghreb ou Maghreb oriental, actuelle Tunisie, et incluant parfois la Libye).
Les Arabes utilisèrent d'abord le nom de Jezirat Al-Maghrib, qui signifie « Île de l'Occident », mettant alors en avant la situation de la région apparemment isolée entre une mer et un désert. Al-Maghrib en arabe désigne de nos jours aussi le Maroc ; toutefois, la langue distingue le terme Al-Maghrib Al-Araby (littéralement « Le Couchant arabe » mais souvent traduit par « Maghreb arabe ») de Al-Maghrib Al-Aqsa, qui signifie, pour désigner le Maroc « l'Occident lointain ».
Des activistes berbères utilisent le néologisme de Tamazgha (ⵜⴰⵎⴰⵣⵖⴰ en tifinagh), contestant l'appellation « Maghreb », au motif qu'elle n'est pas le nom originel de la région mais un terme employé dans l'historiographie arabo-musulmane, mais certains Maghrébins rejettent le mot Tamazgha qu'ils estiment être un néologisme qui n'a aucune historicité d'usage. Toutefois, ce terme dénote une certaine variété d'appréciation selon les tendances de ces activistes qui dépasse parfois le cadre géographique ; ils ne l'appellent pas non plus Barbarie, terme qui vient de sa désignation, à l'époque de la Renaissance, par les Italiens, les Français et les Espagnols.
Par le passé, cette région était connue sous le nom de « Libye », que l'on appelle aujourd'hui la Libye antique, ou encore Ifriqiya, qui a donné son nom à l'Afrique.
Au Moyen Âge, le terme Maghreb désigne une partie de l'actuel Maghreb et comprend aussi le Maghreb al-Aqsa. Le traducteur d'Ibn Khaldoun dit que le Maghreb al-Aqsa est l'actuel Maroc. Le Maghreb al-Awsat serait l'actuelle Algérie (provinces d'Alger et d'Oran) et le Maghreb al-Adna correspondait à l'Ifriqiya (Tunisie actuelle, ainsi qu'une partie de la Libye qui comprend Tripoli ; sous les Hafsides, s'ajoutaient également les provinces des Zibans, de Constantine, de Béjaïa). Ibn Khaldoun remplace parfois Maghreb al-Aqsa par Maghreb. Il donne ainsi Asfi (Safi) comme limite occidentale, et borne ce territoire par la chaîne de l'Atlas jusqu'à Agadir, situé entre la Moulouya, la mer, l'Atlas et la province de Souss.
Bien que la plupart des chroniqueurs et géographes de cette période fassent correspondre l'ensemble maghrébin à l'Afrique septentrionale, comprenant parfois la Cyrénaïque, l'Égypte jusqu'à la mer Rouge, le géographe arabe médiéval Al-Maqdisi comprend par Maghreb, l'Afrique du Nord, l'Espagne et la Sicile.
La dimension géopolitique du terme et ses représentations amènent, elles, une approche différente du terme. Ainsi, le terme « Maghreb », en désignant le territoire composé de l'Algérie, le Maroc et la Tunisie, est entendu dans une « acception restreinte », voire une « acception française », selon la géographe Karine Bennafla. Celle-ci relève par ailleurs, comme d'autres auteurs, que son usage est le fait des nationalistes arabes dans le but de promouvoir cet ensemble géographique, alors que les « autorités coloniales parlaient [elles] d'Afrique du Nord » pour le désigner,. On trouve aussi d'autres usages au cours de la période coloniale, avec « Afrique septentrionale, Berbérie », ce qui permettait de distinguer cet ensemble du monde arabo-musulman, pour mieux l'assimiler. Cet usage se fait à partir de 1956, dans le contexte de la crise de Suez.
Selon Rabah Kahlouche, de l'université de Tizi Ouzou, l'usage de l'épithète « arabe » dans le syntagme « Maghreb arabe » n'est popularisé largement, qu'à partir de la fin des années 1940, « de manière rare et marginale » : ainsi en 1947, au Caire, est fondé notamment le « Comité de Libération du Maghreb Arabe », à partir de sept partis nationalistes originaires des trois pays d'Afrique du Nord. Il réapparaît de manière plus affirmée en 1989, avec la création de l'organisation régionale Union du Maghreb arabe (UMA), qui réunit les trois pays de l'Afrique du Nord — Algérie, Maroc, Tunisie — ainsi que la Libye et la Mauritanie. Rabah Kahlouche parle ainsi de redondance dans l'emploi de ce terme — puisque selon lui le Maghreb est la partie occidentale du monde arabe —, et l'analyse comme un « besoin de réaffirmer et d'insister sur l'identité arabe du nord de l'Afrique [...] chez les dirigeants maghrébins ». Cette insistance pourrait ainsi être considérée comme une réponse à l'ancienne qualification coloniale, mais aussi au régionalisme berbère.

## Histoire

### Préhistoire
L’inclination de la terre a changé générant une désertification rapide du Sahara environ 3 500 avant l'ère chrétienne (5500 avant le présent). Cela conduisit à une barrière qui limitait le contact entre le Maghreb et l'Afrique subsaharienne.
Cette région qu'est l'Afrique du Nord est peuplée dès la Préhistoire par plusieurs peuples :
- Les Ibéromaurusiens (proto-berbères) entre 25 000 à 10 000 ans, les plus anciens habitants de la région, et considérés comme indigènes à l'Afrique du nord.
- Les fermiers anatoliens à partir de 6 500 - 3 000 avant notre ère, les Ibéromaurusiens vont être confrontés à une vague d'immigration de fermiers anatoliens immigrés d'Europe. Ces fermiers anatoliens vont entrer en conflit partiel avec les proto-berbères jusqu'à même changer la démographie de l'époque[22],[23].
- Les Capsiens vers 7500 à 4000 avant notre ère, présents principalement dans l'actuelle Tunisie et l'est algérien : ils sont très différents des Ibéromaurusiens[24](berbères), et montrent des similitudes avec le Natoufien, l'ancêtre préhistorique des Arabes et Égyptiens (l'ADN natoufien étant majoritairement séquencé dans la péninsule arabique[25]). Les Arabes d'Arabie montrent un lien dans leur séquençage autosomal avec le Capsien[26],[27],[28].

### Antiquité
À partir du début de l'Antiquité, l'Afrique du Nord est très diverse, plusieurs peuples berbères, égyptiens et arabes coexistent mais avant l'arrivée des Romains, les berbères ne se sont jamais définis eux-mêmes comme un peuple : durant toute leur histoire, ils ont été divisés en plusieurs tribus, et devaient plutôt s'identifier en référence à ces dernières. Les Romains désignent ces peuples par le terme barbarus, puis récupéré par les Arabes en barbar. À partir du VIIIe siècle av. J.-C., les Phéniciens un peuple sémitique immigré du Moyen-Orient, installent des comptoirs partout à travers l'Afrique du Nord dont le plus prospère est Carthage et colonise les peuples berbères.
Les Phéniciens vont immigrer massivement, et leurs poids démographique et culturel vont se faire ressentir.
En parallèle, ils vont se métisser avec les populations berbères, ce qui va donner naissance aux Lybo-phéniciens : ils sont mentionnés pour la première fois par Hécatée de Millet, cité par Étienne de Byzance.
Un texte très controversé, Le Périple d'Hannon, les mentionne. Polybe les considère comme des sujets des Carthaginois ayant les mêmes lois qu'eux en tant que métis phéniciens-berbères. Pour Diodore de Sicile (XX, 55, 4), il s'agirait d'habitants des villes maritimes qui possédaient le conubium (le droit de mariage) avec les Carthaginois et devaient leur nom à ce mélange d'ethnies, Tite-Live les considère comme un mélange de Puniques et d'Africains. Strabon, (XVII, 3, 19) place leur origine entre le littoral carthaginois et les montagnes de Gétulie. Pline (Histoire naturelle, V, 24) dit qu'ils habitent le Buzakion. Ce que précise peut-être Ptolémée qui les situe au sud de la région de Carthage et au nord de la Buzakitis.
En fait ces Libuphoinikès (locuteurs d'une langue libyenne) étaient limités au sud de Carthage. Leur influence culturelle fut importante puisqu'ils ont été les intermédiaires culturels entre la civilisation phénicienne et les berbères.
Les Phéniciens créeront les premières villes de l'ouest de l'Afrique du Nord comme Volubilis, Utique, Carthage, etc.
Les guerres puniques opposent les Carthaginois aux Romains qui prennent possession du territoire. À son apogée, l'Afrique romaine s'urbanise et se christianise. Cette Église d'Afrique, composée de Berbères en majorité chrétiens (Romano-africains), a été au fondement du christianisme européen.
Au Ve siècle, un peuple germanique de religion chrétienne et originaire de l'actuelle Allemagne, les Vandales, traverse le détroit de Gibraltar et envahit le Maghreb ; ils représentent environ 80 000 personnes. Ils y fondent un royaume éphémère qui sera détruit au VIe siècle à la suite de la défaite vandale face aux armées du général Bélisaire, qui réintègre ainsi l'Afrique du Nord dans l'Empire romain, alors représenté par la civilisation byzantine.

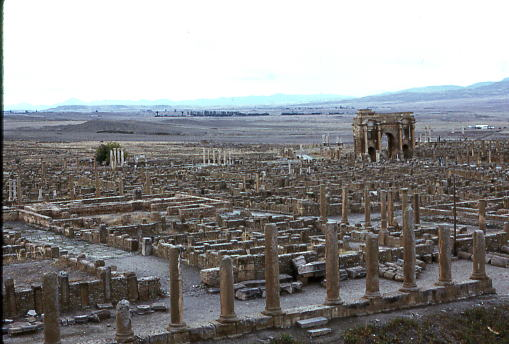
Ruines romaines de Timgad (Algérie).
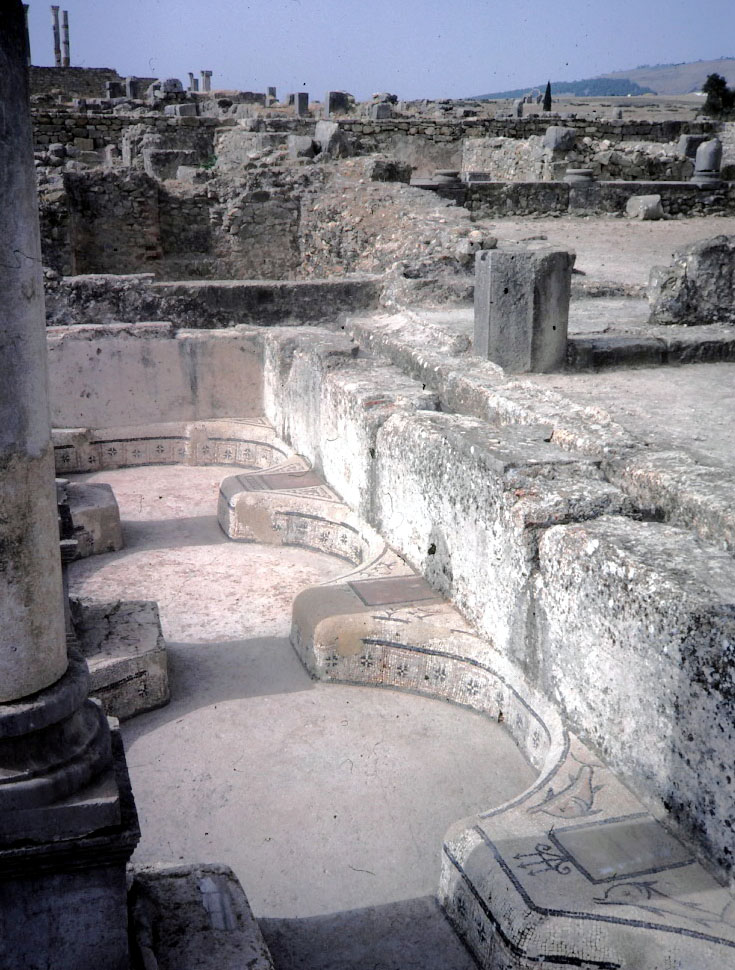
Bassin à mosaïques de l'ancienne cité romaine de Volubilis (Maroc).
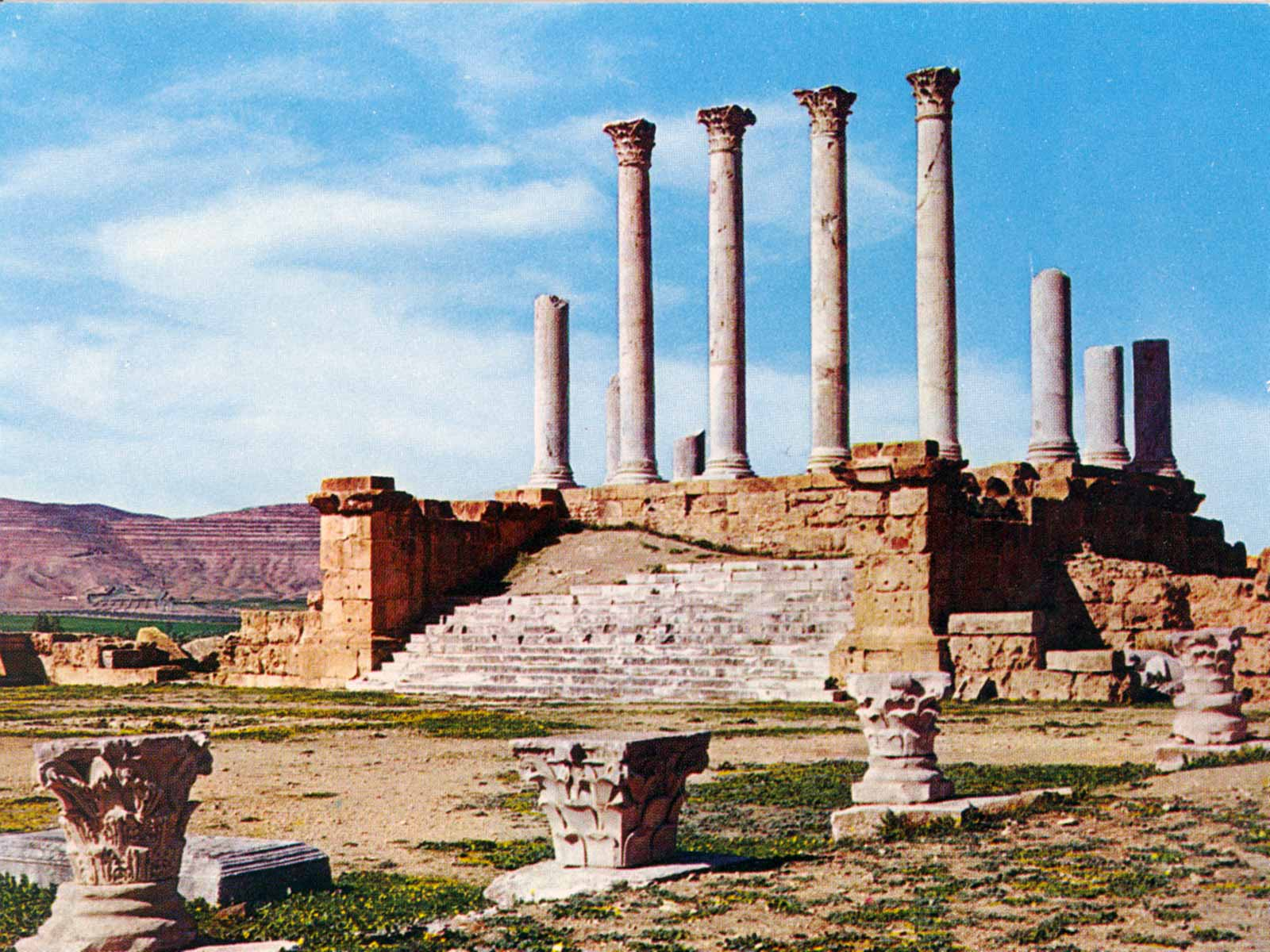
Ruines de Thuburbo Majus (Tunisie).

### La conquête arabe

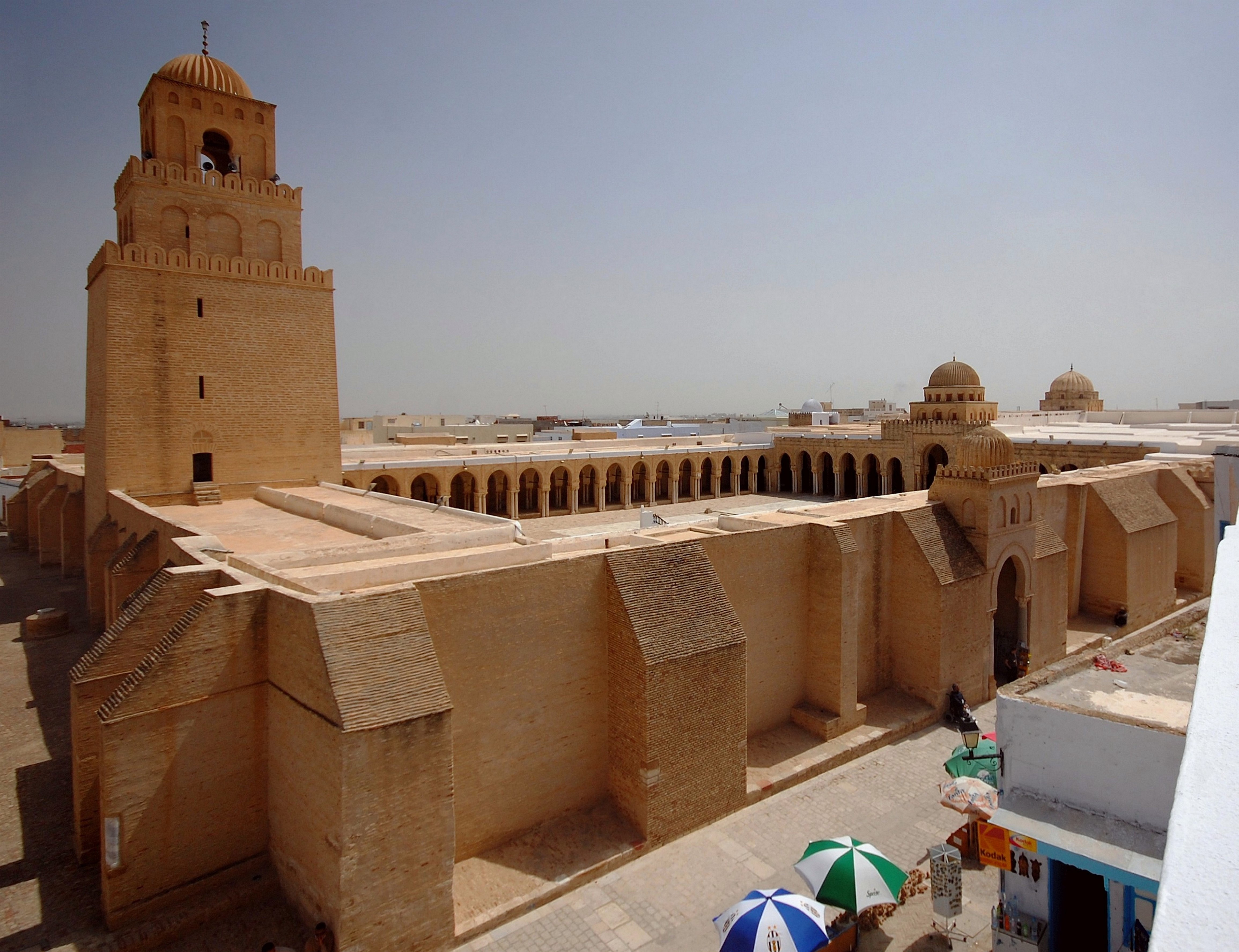
La grande mosquée de Kairouan, fondée en 670 par le général omeyyade Oqba Ibn Nafi, est l'une des plus anciennes mosquées d'Afrique du Nord ; elle est située à Kairouan en Tunisie.

La première invasion arabe en Afrique du Nord, dirigée par Abdallah Ibn Saad, résulte en des pillages survenant après la bataille de Sufétula, affaiblissant grandement les forces de Grégoire le Patrice. Gennadios II assure le retrait des arabes qui acceptèrent de partir en échange du paiement d'un lourd tribut en or
Les années 665 à 689 voient une nouvelle invasion arabe de l'Afrique du Nord sous le commandement d'Oqba Ibn Nafi al-Fihri. L'expedition mène à la fondation de Kairouan dans l'actuelle Tunisie, première implantation de l'islam dans la région. Après cela, comme l'écrit Edward Gibbon, Oqba Ibn Nafi « pénétra dans l’intérieur des terres ; il traversa le désert où ses successeurs ont élevé les brillantes capitales de Fez et de Maroc ; et il arriva enfin au rivage de la mer Atlantique et à la frontière du grand désert ». Le général assiège plusieurs villes côtières mais est arrêté et partiellement repoussé.

À son retour d'expédition l'armée d'Uqba Ibn Nafi est prise en embuscade par une armée berbéro-byzantine dirigé par le roi berbère Koceila. Oqba Ibn Nafi et son lieutenant Abou al-Mouhajir Dinar sont tués ainsi que le gros des troupes arabes. les Omeyyades sont expulsés de la région de l'actuelle Tunisie, ou au moins jusqu'au-delà de Gabès, tandis que Koceïla se rend maître de Kairouan. Le territoire n'en reste pas moins disputé.

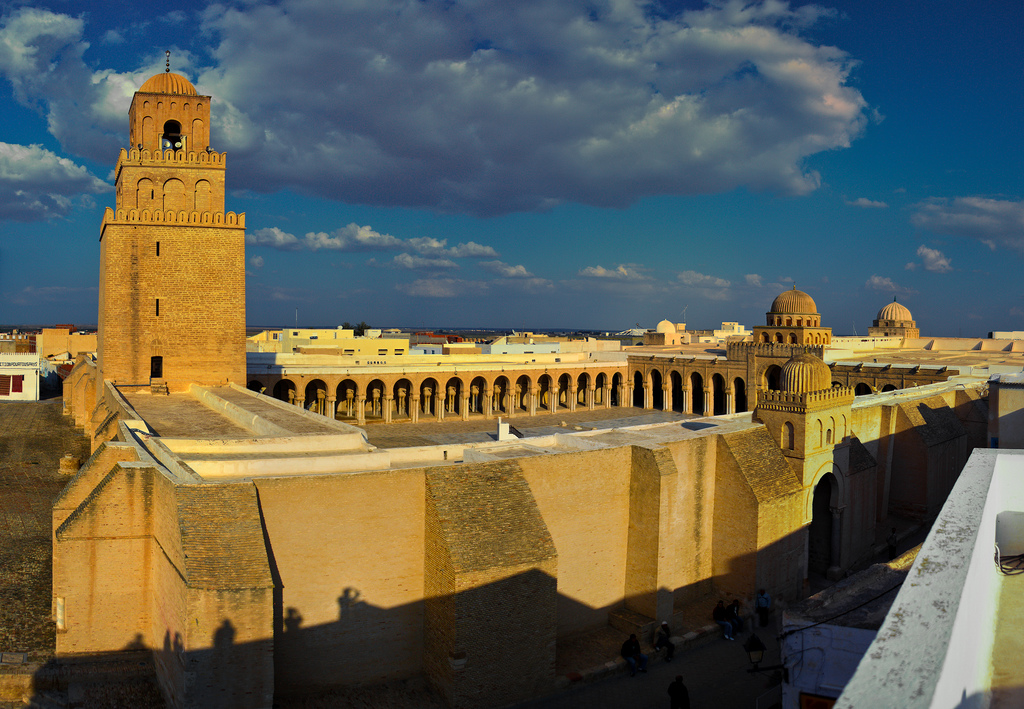
Vue de la grande mosquée de Kairouan ; fondée au VIIe siècle (vers 670) par le général omeyyade Oqba Ibn Nafi.

La troisième invasion entraine un retour de l'influence omeyyade sur l'Afrique du nord sous le commandement d'Hassan Ibn Numan. Seuls résistent certains Berbères dirigés par la Kahena. Les Byzantins, profitant de leur supériorité navale, débarquent une armée qui s’empare de Carthage en 696 pendant que la Kahena allié des Byzantins remporte une bataille contre les Arabes en 697. Ces derniers, au prix d’un nouvel effort, finissent cependant par reprendre définitivement Carthage en 698 par vaincre les Byzantins et tuer la Kahena .Contrairement aux précédents envahisseurs, les Arabes ne se contentent pas d’occuper la côte et entreprennent de conquérir l’intérieur du pays. Certains Berbères du Maghreb se sont rapidement convertis mais les autorités arabes ont continué à les traiter comme des personnes de seconde zone, en prélevant sur eux la djizia et le kharaj des impôts initialement collecté sur les dhimmi, en violation direct avec la loi islamique. Bien que les Berbères aient entrepris une grande partie des combats lors de la conquête omeyyade de l'Hispanie, ils reçurent une part moindre du butin et furent fréquemment affectés à des tâches plus dures. Toutes ces injustices contribuèrent à la montée du kharidjisme, forme puritaine de l'Islam, promettant un nouvel ordre politique, dans lequel tous les musulmans seraient égaux, et plus tard à la Grande révolte berbère qui morcellera le Maghreb occidental en plusieurs états indépendants.

En 800, le calife abbasside Haroun ar-Rachid délègue son pouvoir en Ifriqiya à l’émir Ibrahim ibn Al-Aghlab et lui donne le droit de transmettre ses fonctions par voie héréditaire. Al-Aghlab établit la dynastie des Aghlabides, qui règne durant un siècle sur le Maghreb central et oriental. Le territoire bénéficie d’une indépendance formelle tout en reconnaissant la souveraineté abbasside. La Tunisie devient un foyer culturel important avec le rayonnement de Kairouan et de sa grande mosquée, un centre intellectuel de haute renommée. À la fin du règne de Ziadet Allah Ier (817-838), Tunis devient la capitale de l’émirat jusqu’en 909.

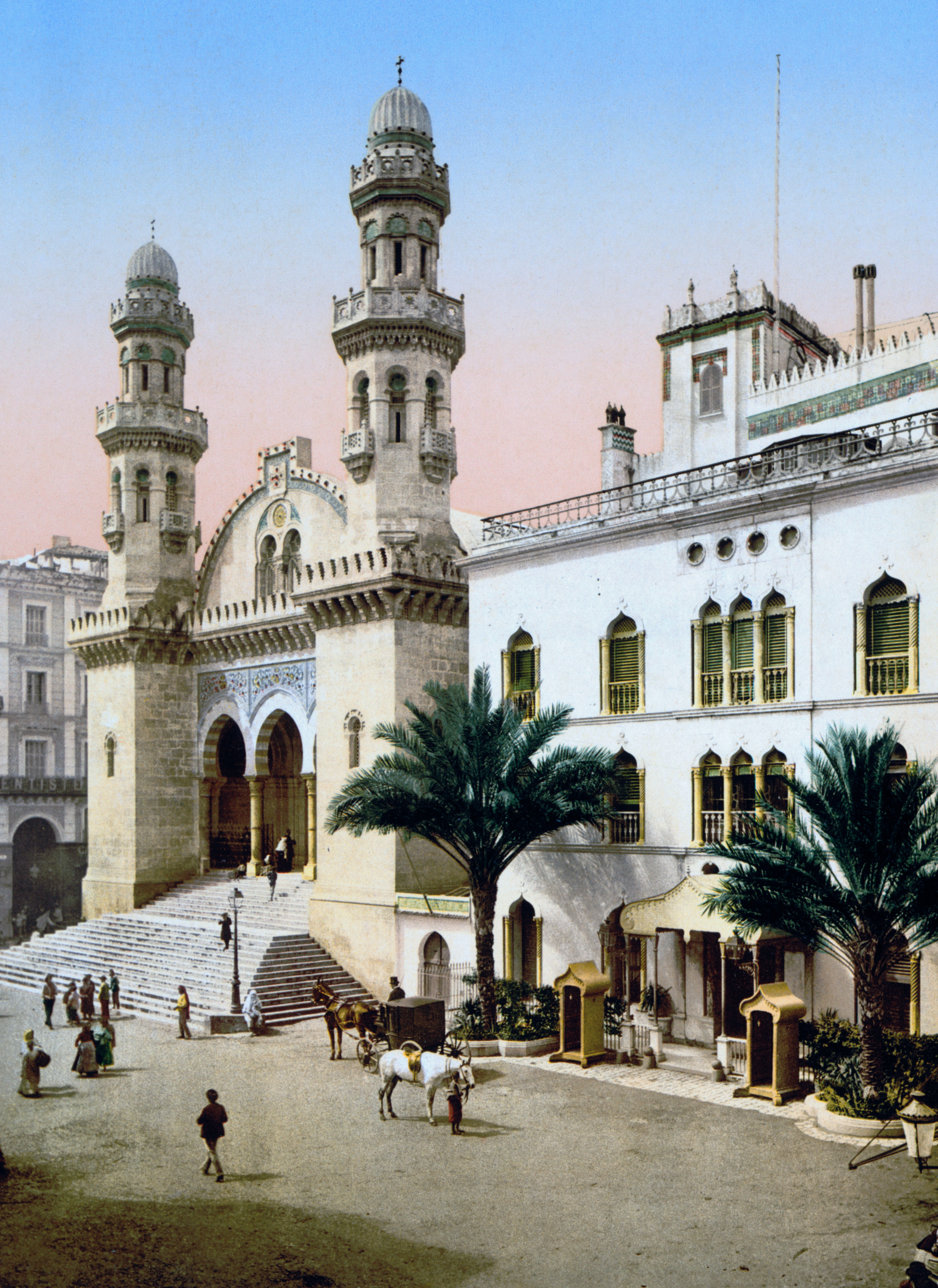
Mosquée Ketchaoua reconstruite en 1794 sous le gouvernement de Sidi Hassan et transformée en cathédrale Saint-Philippe d'Alger de 1832 à 1962, date à laquelle elle est redevenue une mosquée.

Appuyée par les tribus berbères Kutama qui forment une armée fanatisée, l’action du prosélyte ismaélien Abu Abd Allah ach-Chi'i entraîne la disparition de l’émirat en une quinzaine d’années (893-909). En décembre 909, Ubayd Allah al-Mahdi se proclame calife et fonde la dynastie des Fatimides, qui déclare usurpateurs les califes omeyyades et abbassides ralliés au sunnisme. L’État fatimide s’impose progressivement sur toute l’Afrique du Nord en contrôlant les routes caravanières et le commerce avec l’Afrique subsaharienne. En 945, Abu Yazid, de la grande tribu des Banou Ifren, organise sans succès une grande révolte berbère pour chasser les Fatimides. Le troisième calife, Ismâ`îl al-Mansûr, transfère alors la capitale à Kairouan et s’empare de la Sicile en 948. Lorsque la dynastie fatimide déplace sa base vers l’est en 972, trois ans après la conquête finale de la région, et sans abandonner pour autant sa suzeraineté sur l’Ifriqiya, le calife Al-Muizz li-Dîn Allah confie à Bologhine ibn Ziri — fondateur de la dynastie des Zirides — le soin de gouverner la province en son nom. Les Zirides prennent peu à peu leur indépendance vis-à-vis du calife fatimide, ce qui culmine avec la rupture avec ce suzerain devenu lointain et inaugure l’ère de l’émancipation berbère. L’envoi depuis l’Égypte de tribus arabes nomades sur l’Ifriqiya marque la réplique des Fatimides à cette trahison. Le début du XIe siècle, marque le début des invasions hilaliennes de l'Ifriqiya les estimations en termes de déplacement de population varient selon les historiens 250 000 a 500 000 a 700 000. Selon Luis del Mármol Carvajal les Hilaliens auraient été plus d'un million à immigrer, et il estime la population hilalienne à son époque à 4 000 000 en 1573,,  se mettent en route après que de véritables titres de propriété leur ont été distribués au nom du calife fatimide. Kairouan résiste pendant cinq ans avant d’être occupée et pillée. Le souverain se réfugie alors à Mahdia en 1057 tandis que les nomades continuent de se répandre en direction de l’Algérie, la vallée de la Medjerda restant la seule route fréquentée par les marchands. Ayant échoué dans sa tentative pour s’établir dans la Sicile reprise par les Normands, la dynastie ziride s’efforce sans succès pendant 90 ans de récupérer une partie de son territoire pour organiser des expéditions de piraterie et s’enrichir grâce au commerce maritime.
Les historiens arabes sont unanimes à considérer cette migration comme l’événement le plus décisif du Moyen Âge maghrébin, caractérisé par une progression diffuse de familles entières qui a rompu l’équilibre traditionnel entre nomades et sédentaires berbères. Les conséquences sociales et ethniques marquent ainsi définitivement l’histoire du Maghreb avec un métissage de la population. Depuis la seconde moitié du VIIe siècle, la langue arabe demeurait l’apanage des élites citadines et des gens de cour. Avec l’invasion hilalienne, les dialectes berbères vont, sinon céder la place à la langue arabe

## Géographie

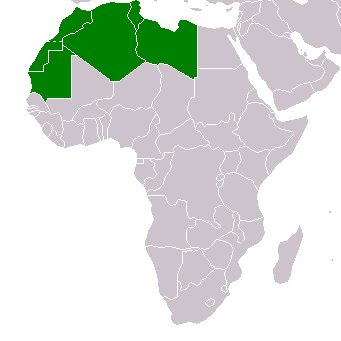
Carte du Grand Maghreb.

Le Maghreb possède une superficie totale de plus de six millions de kilomètres carrés avec de fortes disparités d’un pays à l’autre. Cette région est bordée au nord par la mer Méditerranée, à l'ouest par l'océan Atlantique et au sud par le désert du Sahara. Elle est traversée par la chaîne de l'Atlas sur plus de 2 000 kilomètres.

### Littoral
De Tobrouk à Agadir, le Maghreb possède une façade maritime qui s’étend sur près de cinq mille kilomètres en bordure de la mer Méditerranée, jusqu’à Tanger, et sur 700 km le long de l’océan Atlantique entre Tanger et Agadir. La côte devient ensuite désertique jusqu’à l’embouchure du fleuve Sénégal, 1 500 km plus au sud.
La région n'est pas épargnée par les séismes. Le séisme d'Agadir (Maroc) fait plus de 15 000 morts en 1960. Plus récemment, le 21 mai 2003, le séisme de Boumerdès (Algérie) provoqua la mort de 2 217 personnes alors que le séisme d'Al Hoceïma (nord du Maroc) fit 629 morts et une centaine de blessées.

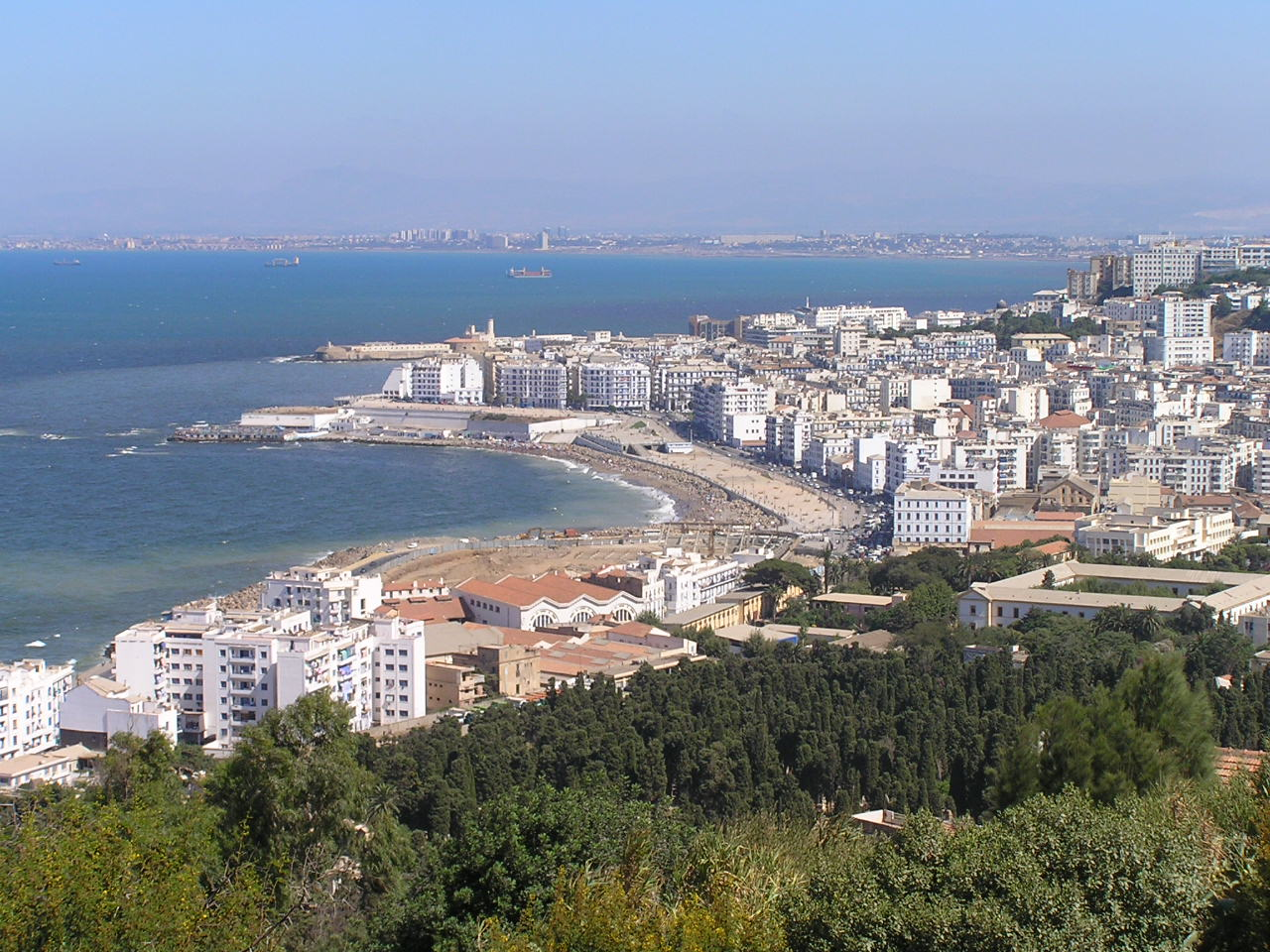
Vue de la baie d'Alger depuis l'ouest.
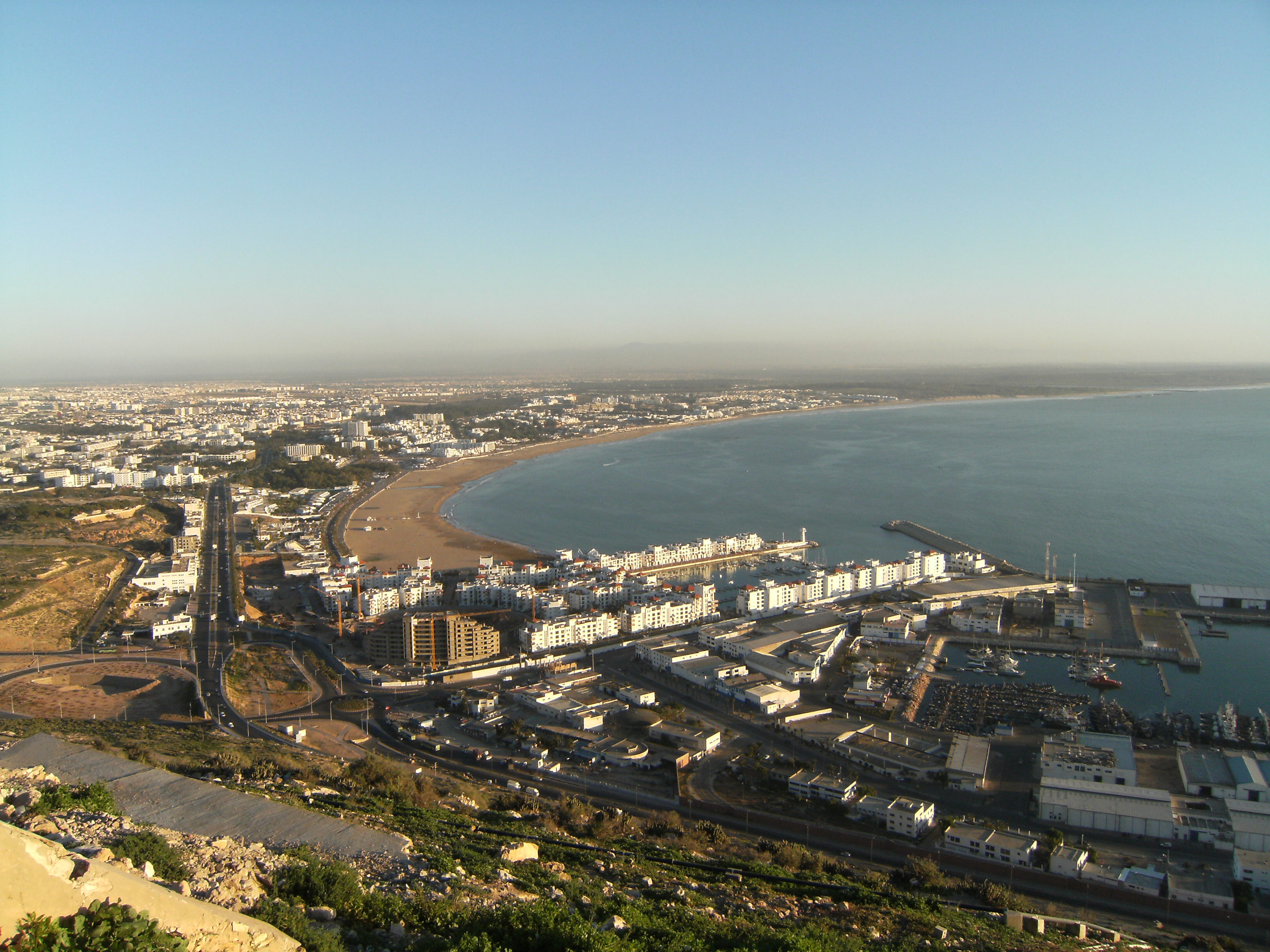
Vue sur la ville d'Agadir.
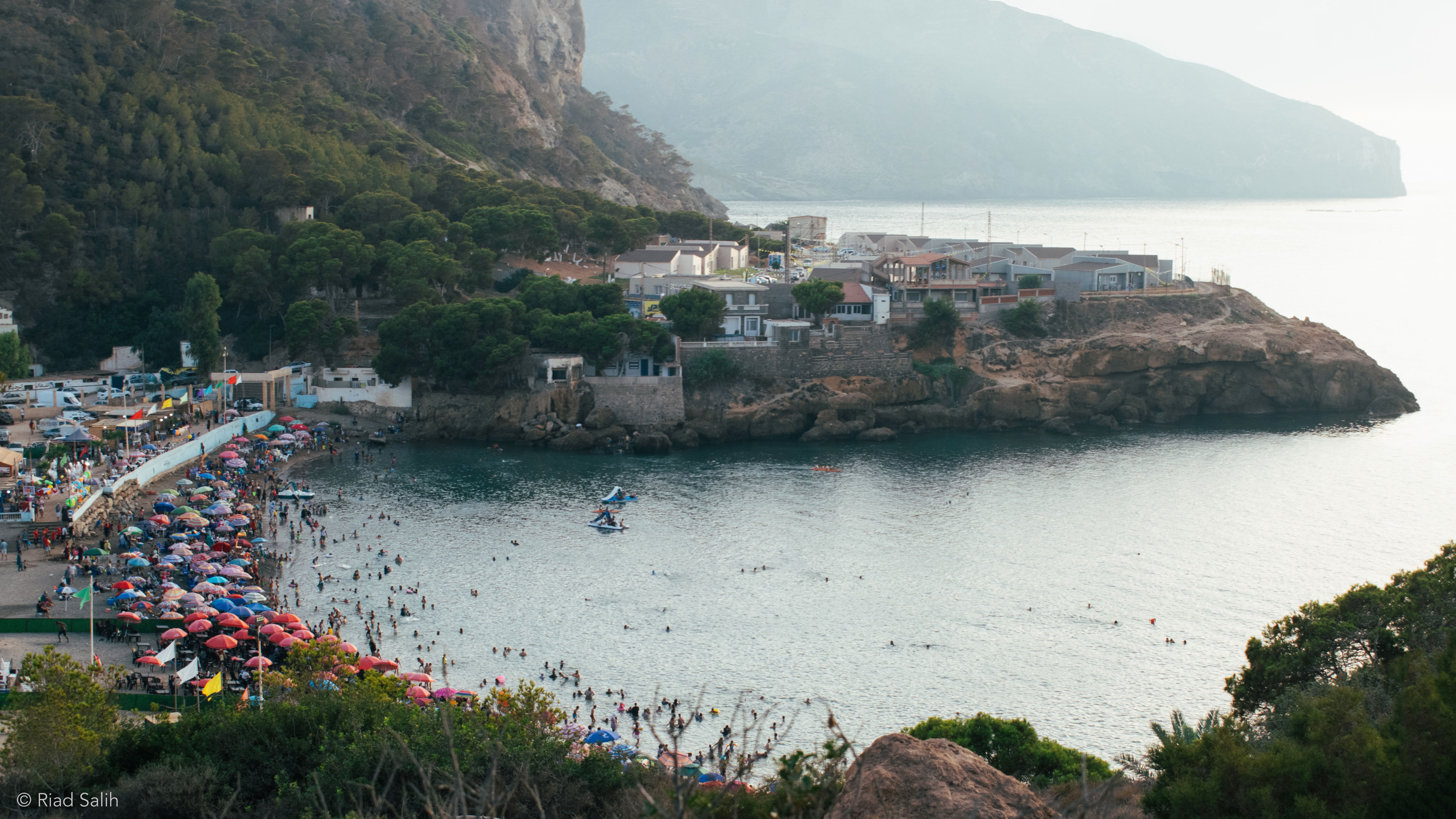
Vu à la plage de Tafsout à Honaïne.
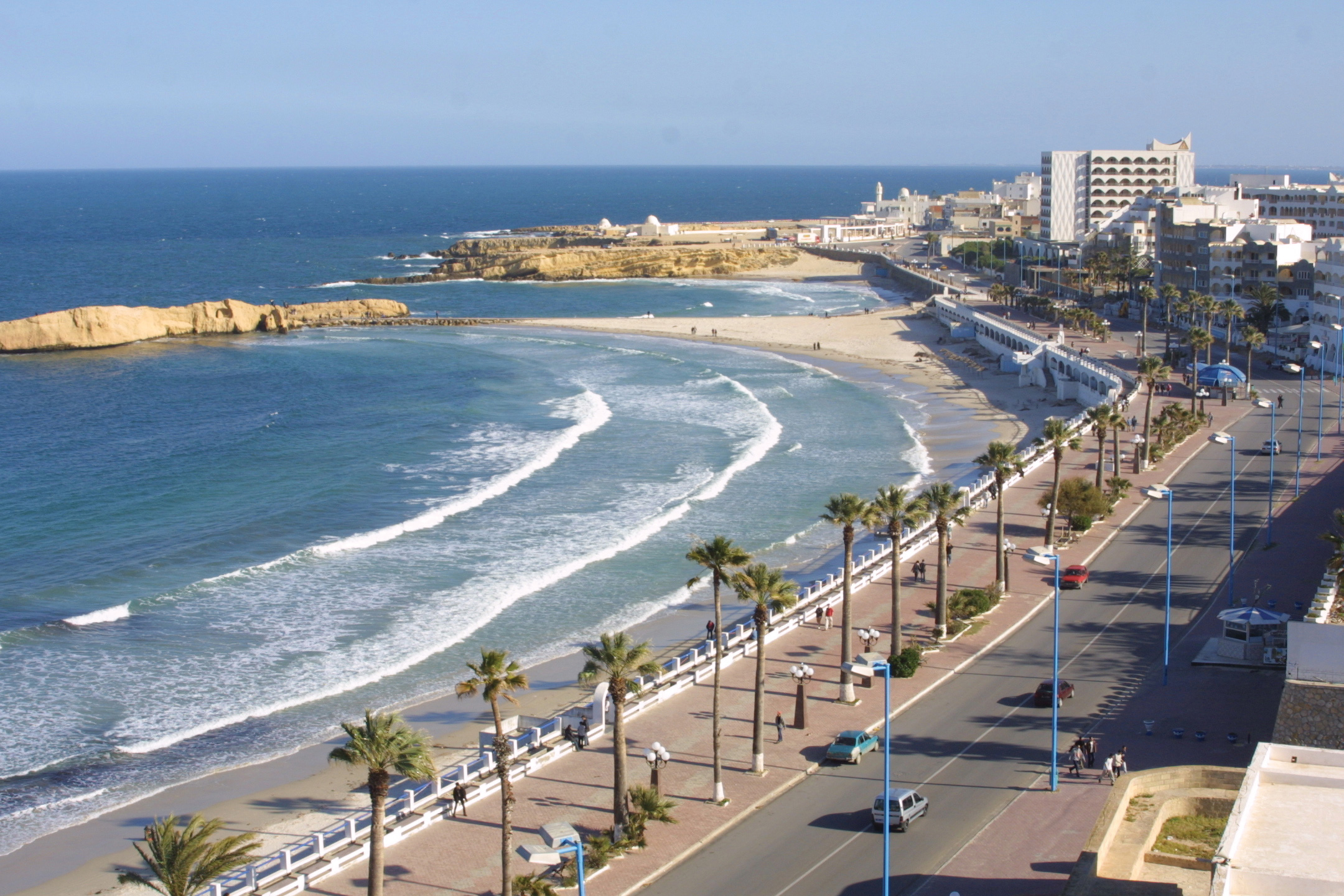
Vue sur la corniche de Monastir.
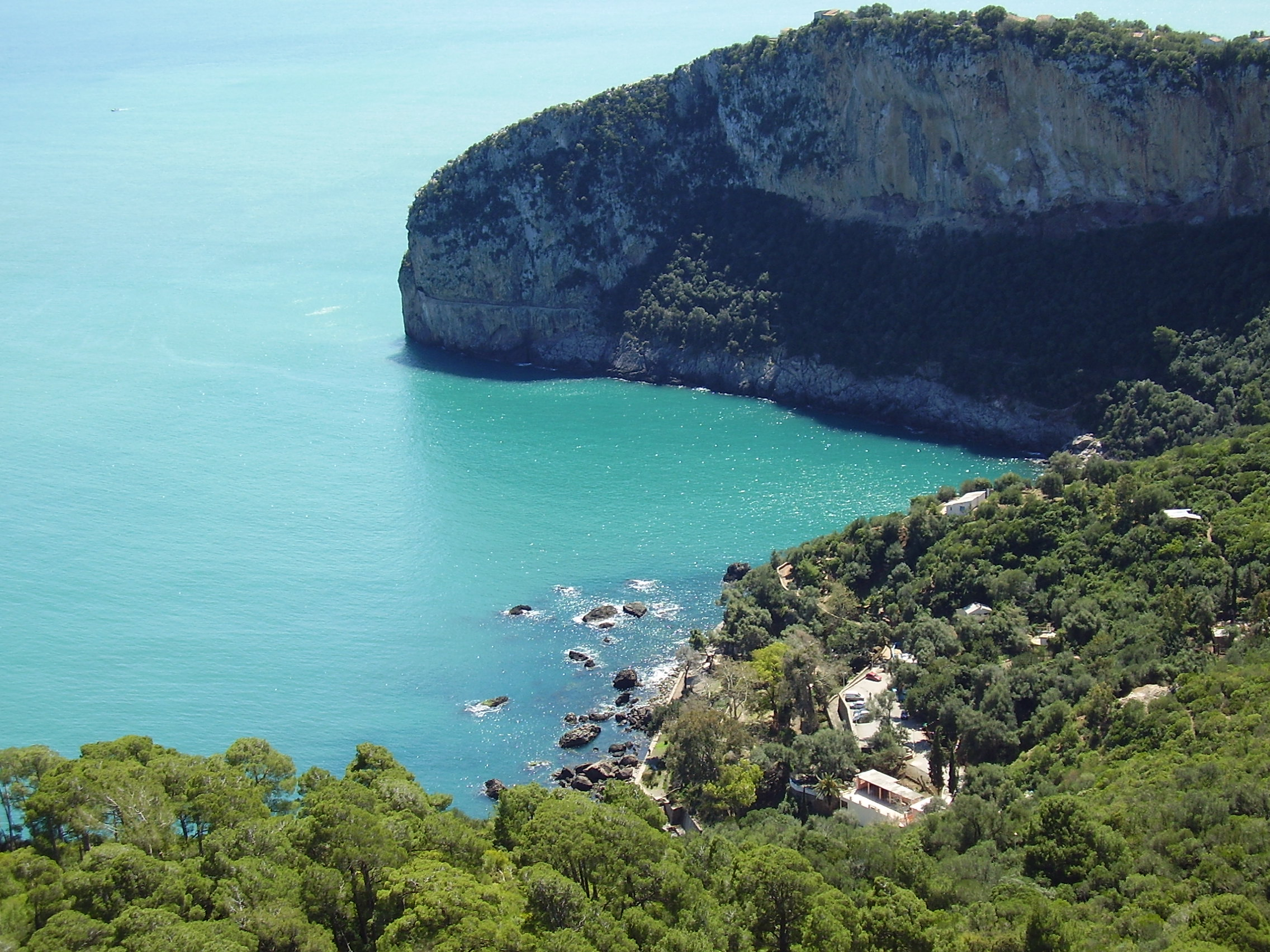
Réserve de biosphère du parc du Gouraya (Béjaïa).

### Relief
La chaîne de l'Atlas traverse le Maghreb d'est en ouest et forme une protection naturelle contre la progression du désert. Elle s'élève à plus de 4 000 m d'altitude — son point culminant est le djebel Toubkal au Maroc culminant à 4 167 m — et a longtemps servi de refuge aux populations berbères.
Aujourd'hui encore, les éleveurs et agriculteurs berbères vivent dans ces régions montagneuses en conservant leur identité culturelle. Le climat y est plus froid en altitude et peut parfois être franchement rigoureux en hiver. Durant cette saison, les sommets de l’Atlas sont recouverts de neige.
Les principaux massifs montagneux de l'Atlas se structurent du sud-ouest vers le nord-est :
- l’Anti-Atlas ( Maroc) ;
- le Haut Atlas ( Maroc) ;
- le Moyen Atlas ( Maroc) ;
- l’Atlas saharien ( Maroc) ( Algérie) ;
- l’Atlas tellien ( Algérie).

Ils se décomposent ensuite en différents massifs secondaires :
- la dorsale tunisienne ( Tunisie) ;
- le Djurdjura ( Algérie) ;
- Ouarsenis ( Algérie) ;
- l'Aurès ( Algérie) ;
- le Dahra ( Algérie).

Autres grands massifs :
- le Rif ( Maroc) ;
- le Hoggar ( Algérie).

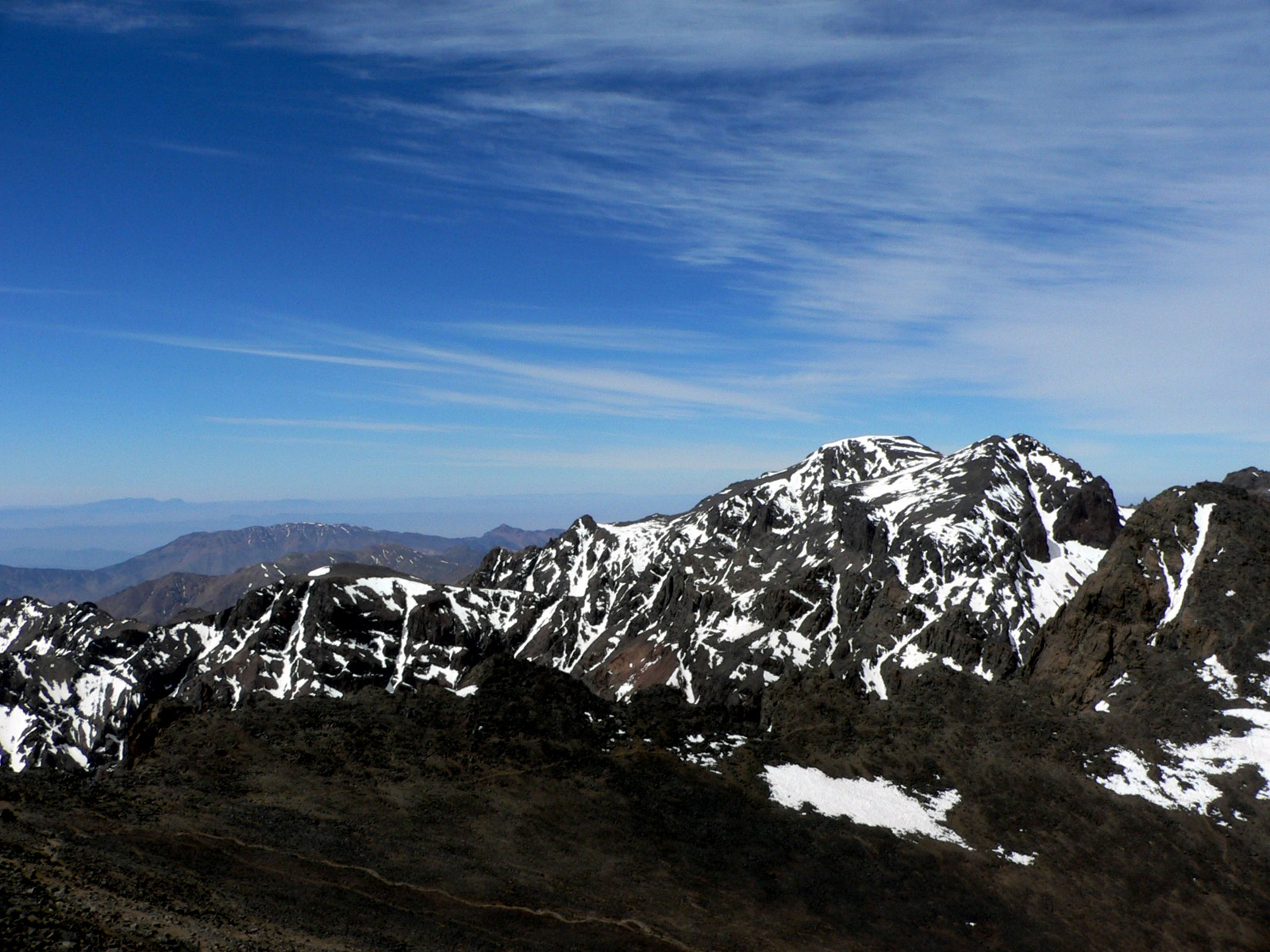
Le djebel Toubkal dans le Haut Atlas, plus haut sommet d'Afrique du Nord, culminant à 4,167 m.
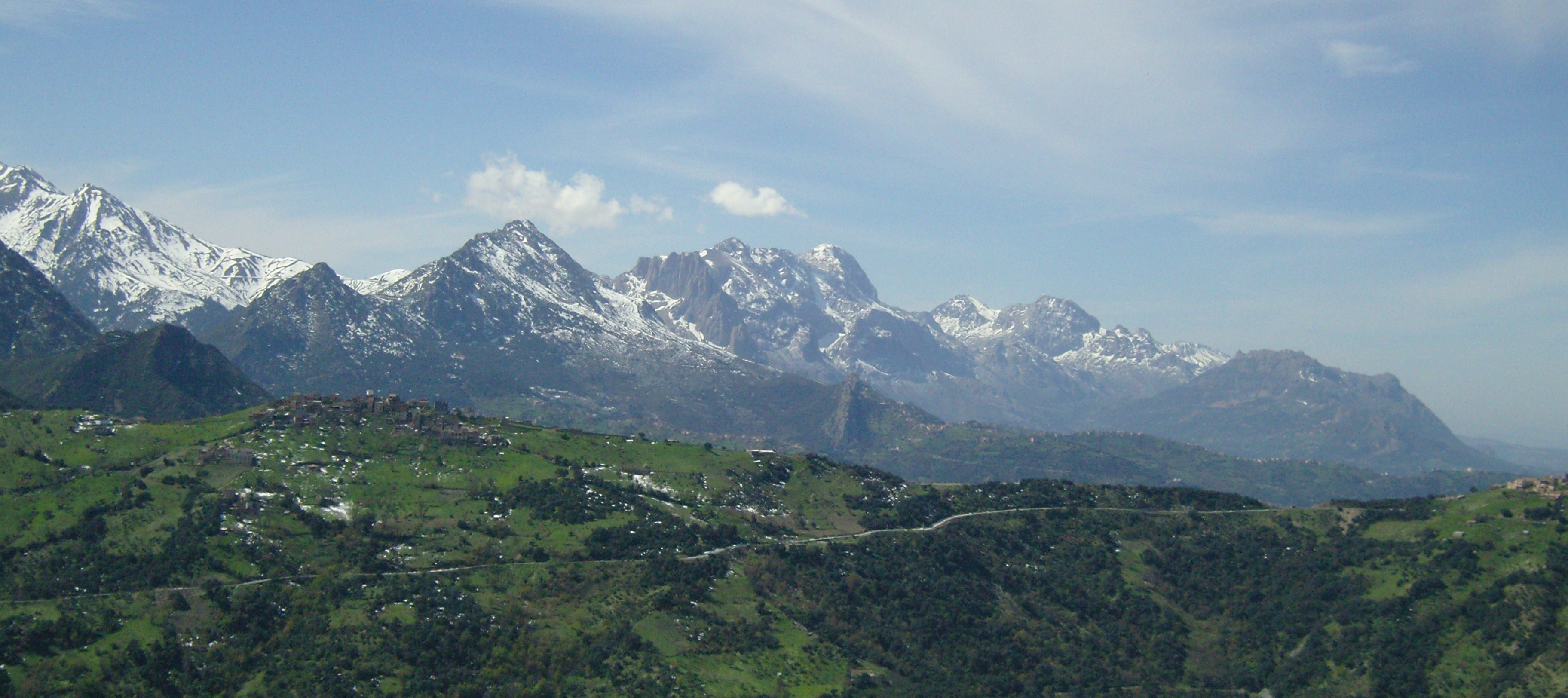
Vue sur le versant nord-ouest du Djurdjura.
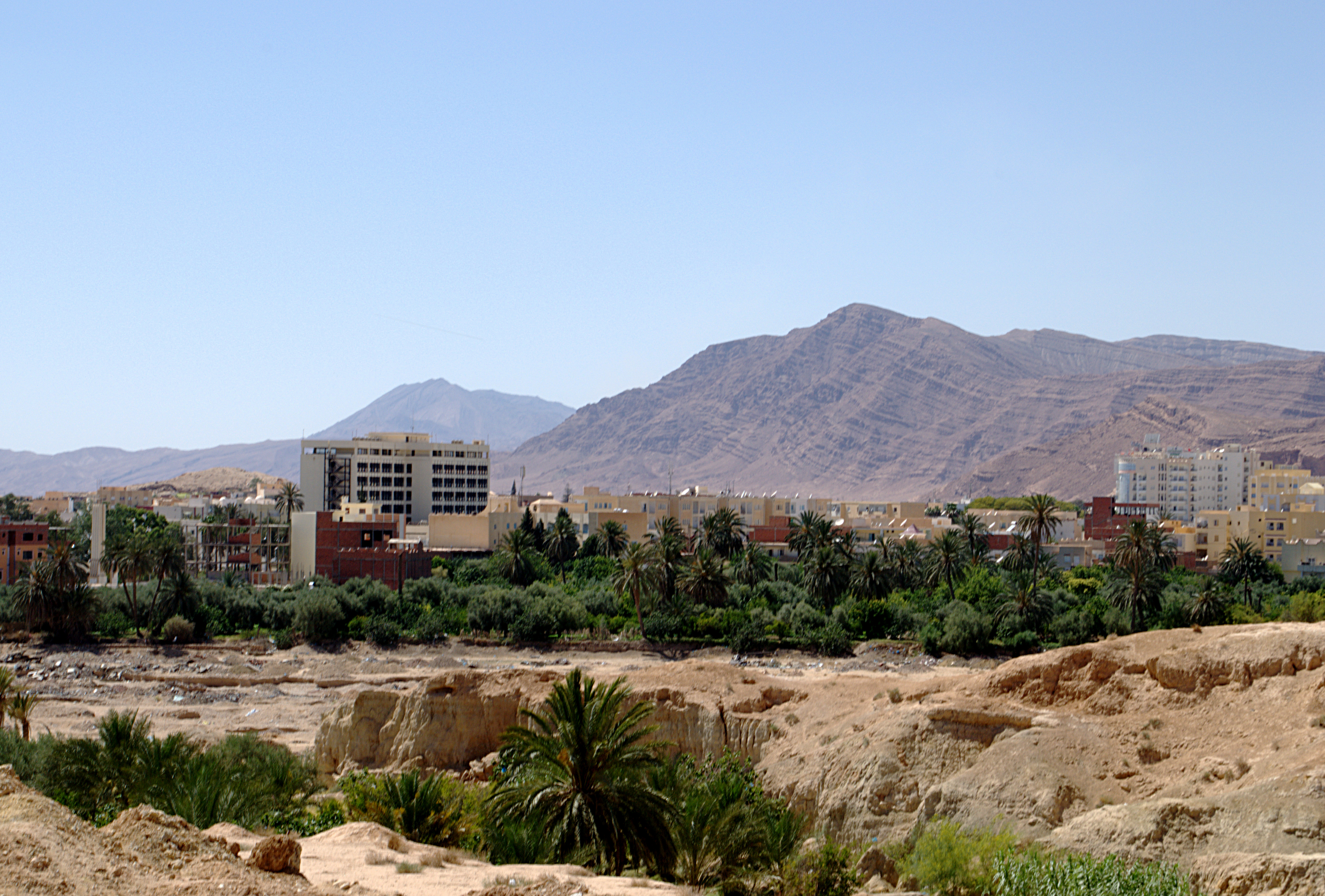
Vue sur la montagne de Bou Remli à l'arrière plan près de la ville de Gafsa.

### Désert

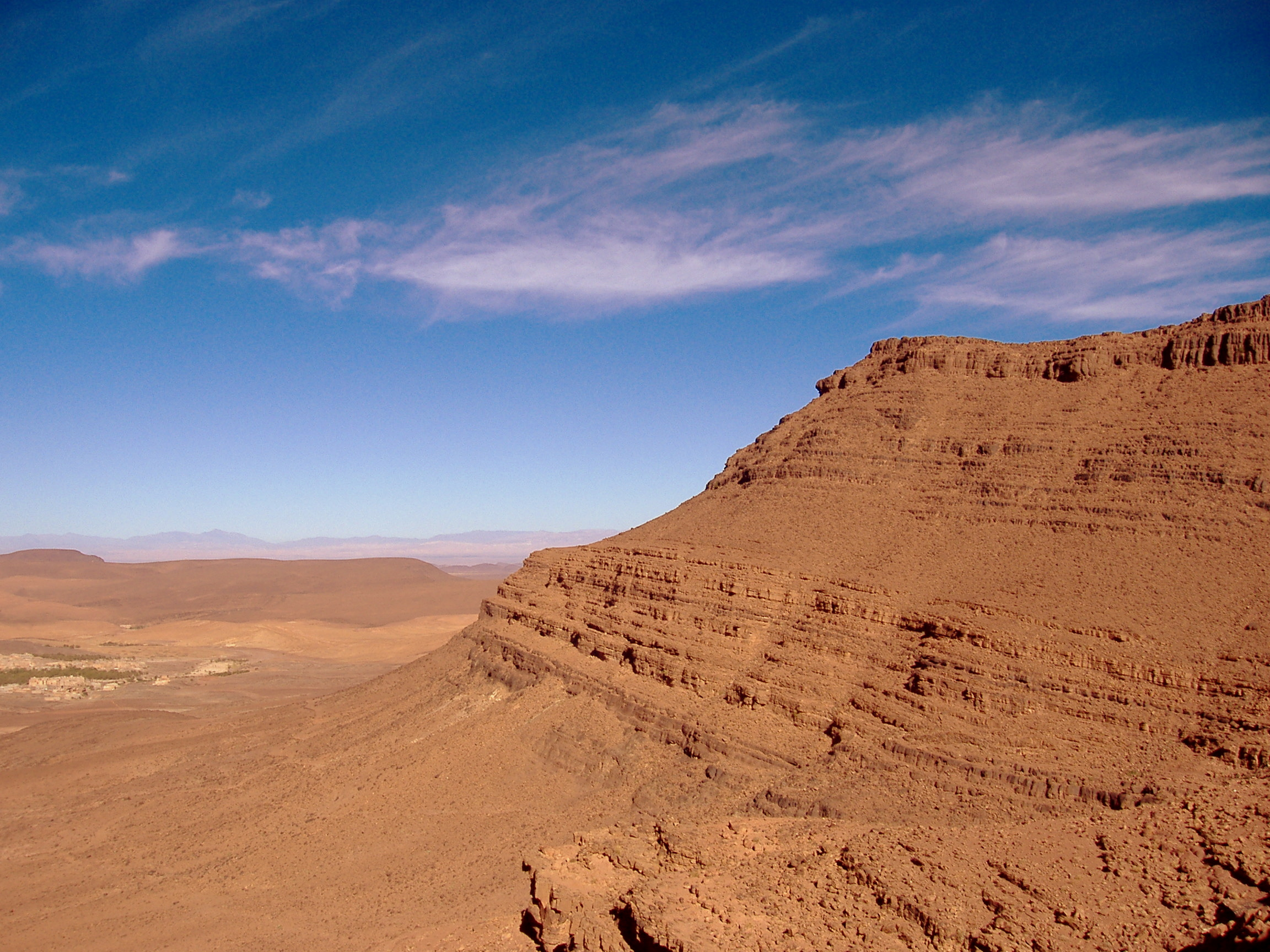
Zone déserte près de Ouarzazate (sud du Maroc).
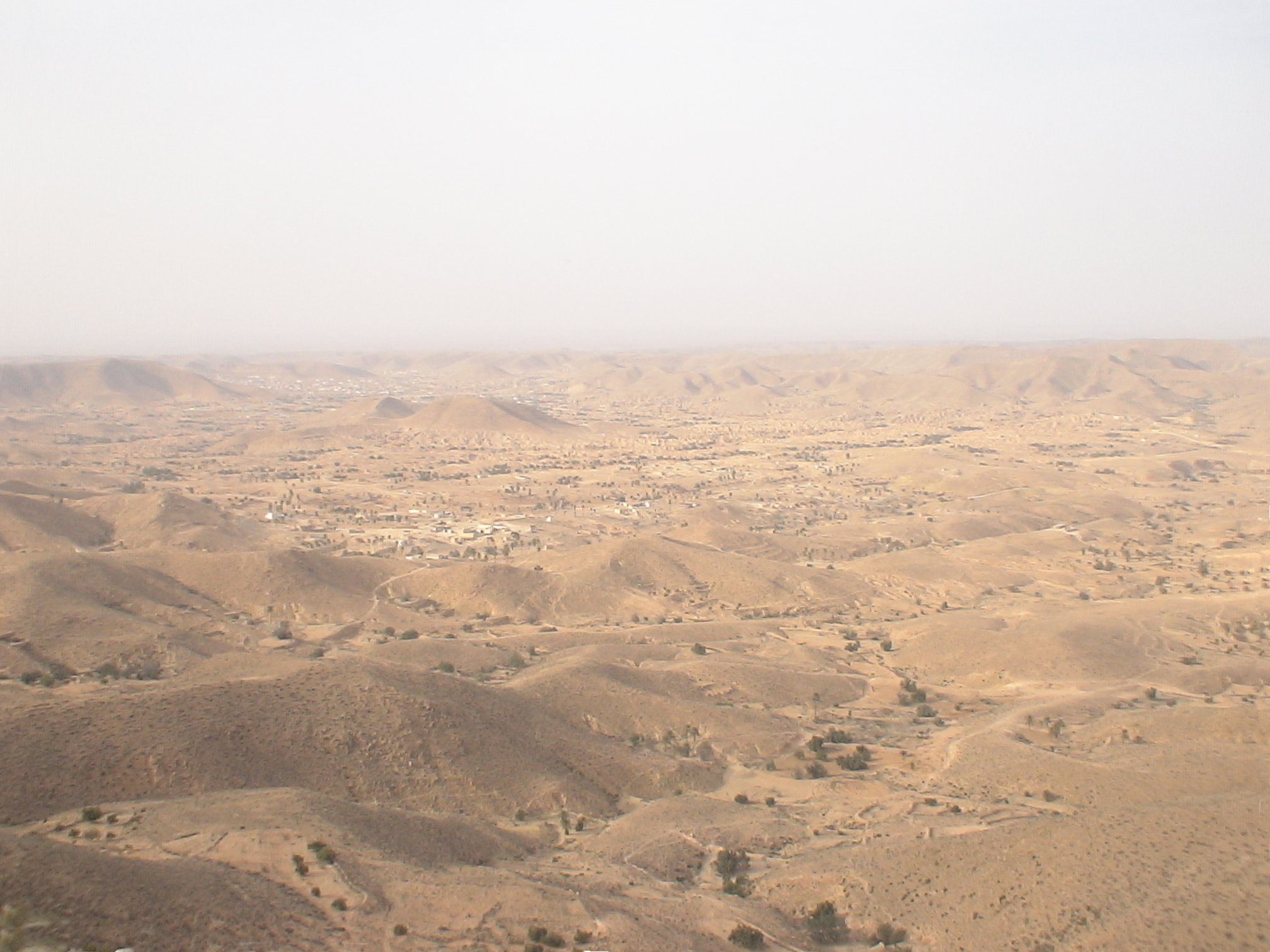
Paysage du gouvernorat de Tataouine (sud de la Tunisie).
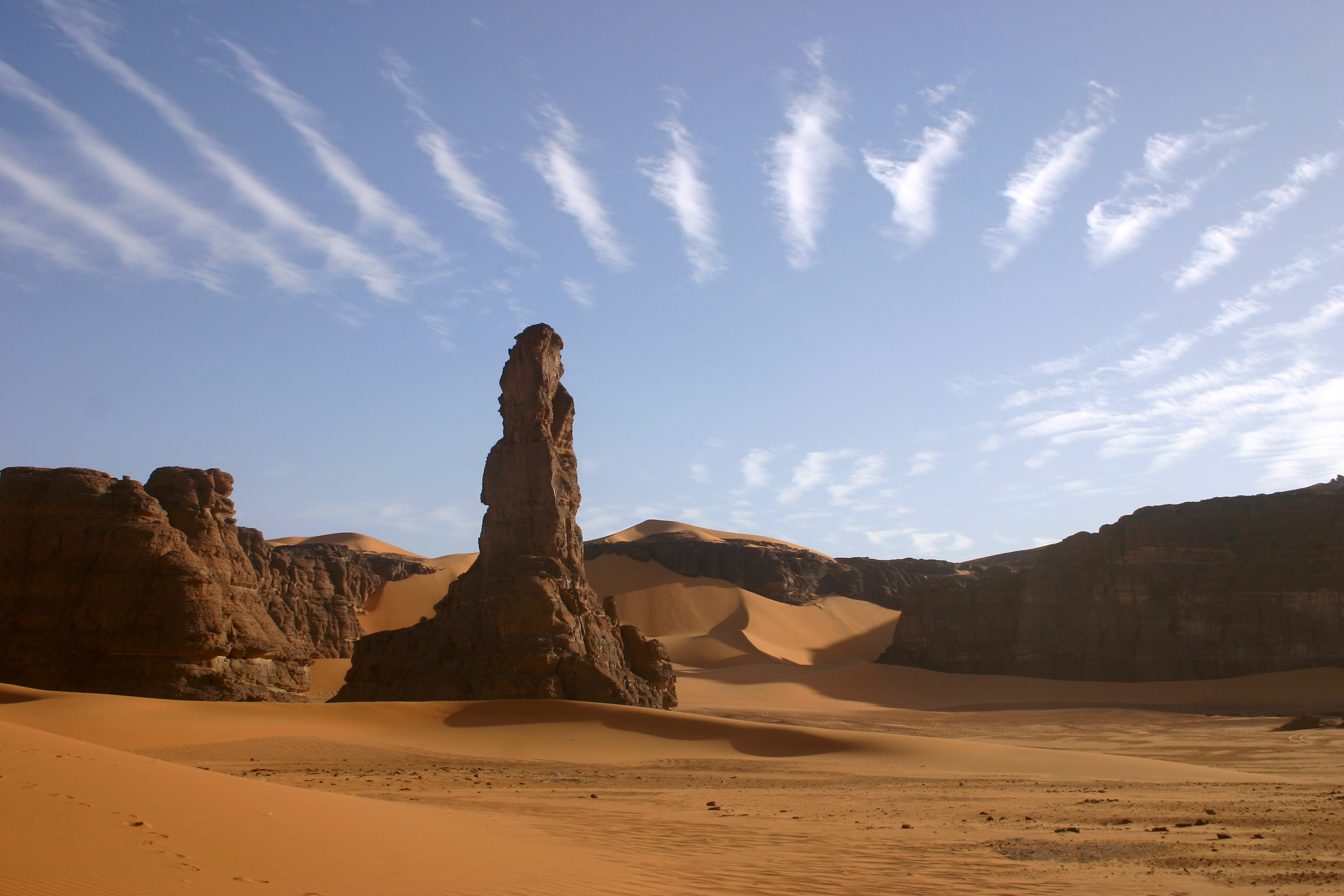
Le cirque de moul n'ga dans la Tadrart, Parc culturel du Tassili (sud est Algérie).

### Tissu urbain
Le Maroc par sa géographie ouverte, est un pays de grandes villes, tandis que la Tunisie, de par son exiguïté, un pays de petites villes, alors que l’Algérie privilégie l’émergence des villes moyennes.
| Rang | Ville       | Population (2008-2014 selon le pays) |
| ---- | ----------- | ------------------------------------ |
| 1    | Casablanca  | 3 359 818                            |
| 2    | Alger       | 2 364 230                            |
| 3    | Fès         | 1 112 072                            |
| 4    | Tunis       | 1 056 247                            |
| 5    | Nouakchott  | 958 399                              |
| 6    | Tanger      | 947 952                              |
| 7    | Tripoli     | 940 653                              |
| 8    | Marrakech   | 928 850                              |
| 9    | Salé        | 890 403                              |
| 10   | Oran        | 803 329                              |
| 11   | Constantine | 609 499                              |
| 12   | Rabat       | 577 827                              |
| 13   | Meknès      | 520 428                              |
| 14   | Oujda       | 494 252                              |

| Rang | Agglomération | Population (2015)          |
| ---- | ------------- | -------------------------- |
| 1    | Alger         | 7 796 923                  |
| 2    | Casablanca    | 4 270 750                  |
| 3    | Tunis         | 2 643 695                  |
| 4    | Rabat         | 2 134 533                  |
| 5    | Oran          | 1 343 899                  |
| 6    | Marrakech     | 1 330 468                  |
| 7    | Fès           | 1 150 131                  |
| 8    | Constantine   | 1 148 604                  |
| 9    | Agadir        | 1 141 717                  |
| 10   | Tanger        | 1 065 601                  |
| 11   | Nouakchott    | 1 012 230                  |
| 12   | Annaba        | 823 682                    |
| 13   | Benghazi      | 633 964 [réf. à confirmer] |
| 14   | Sfax          | 615 430 [réf. à confirmer] |

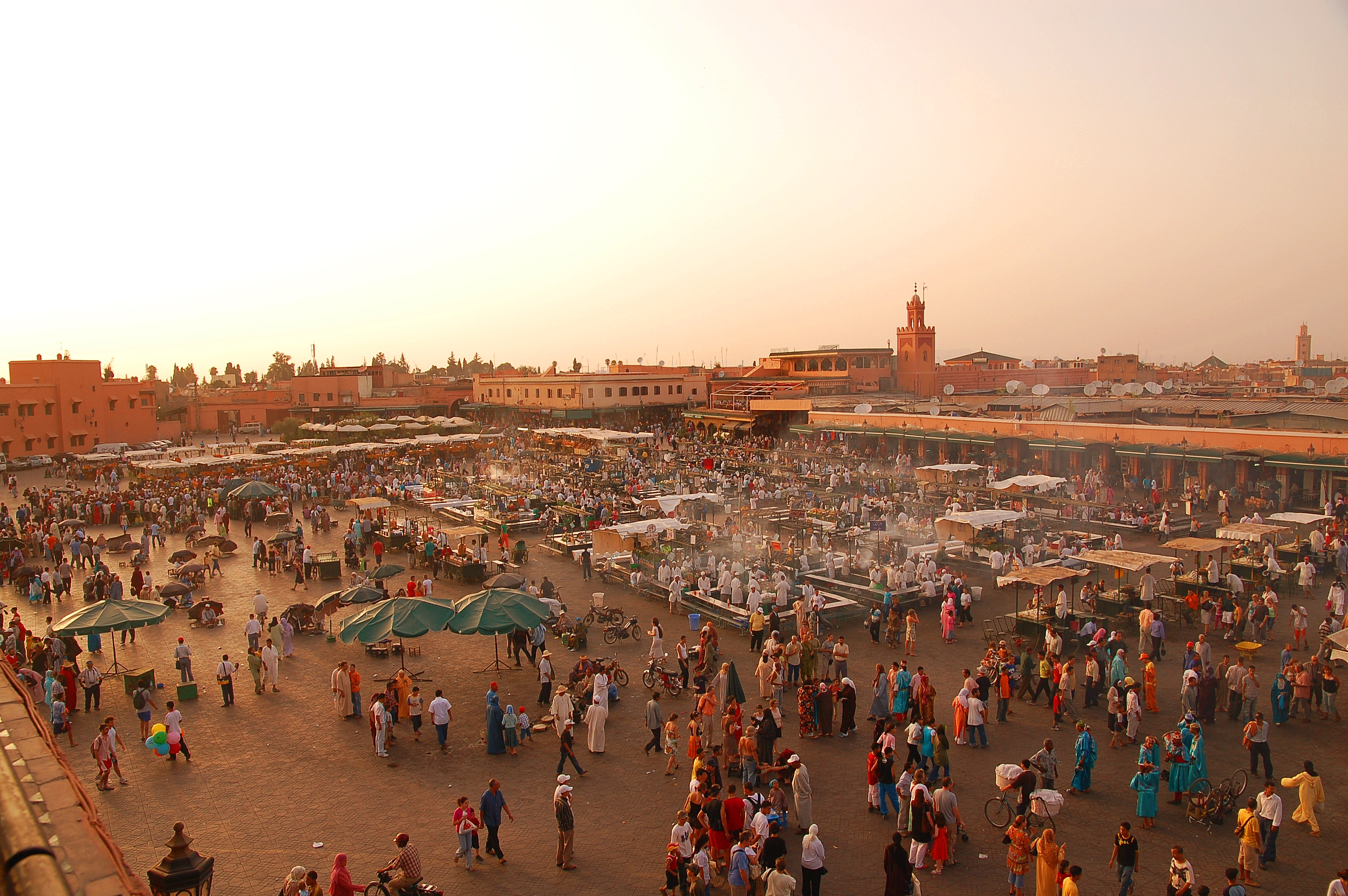
Maroc, Marrakech la ville rouge.
Algérie, Ville de Ghardaïa classée au patrimoine mondial par l'UNESCO.
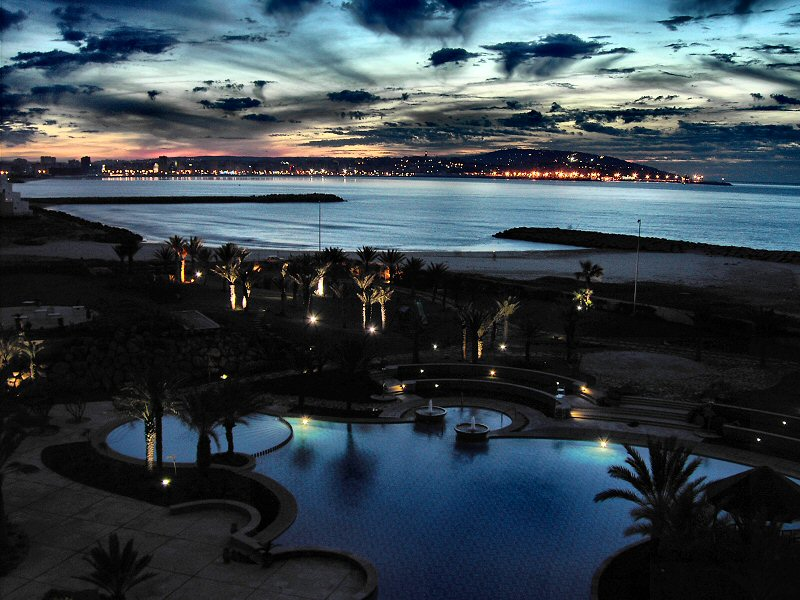
Maroc, Tanger vue de nuit.
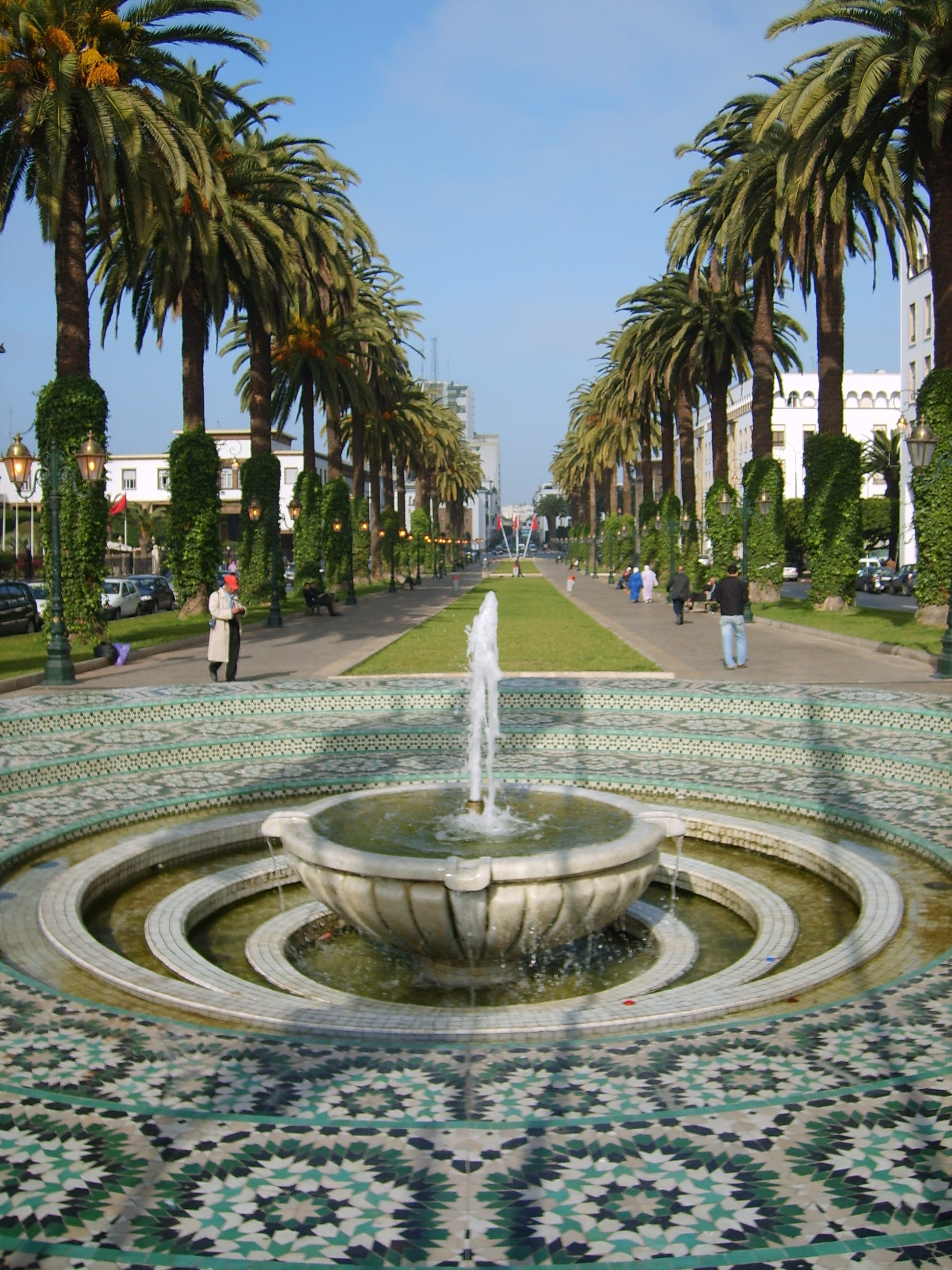
Maroc, Rabat capitale du Maroc.
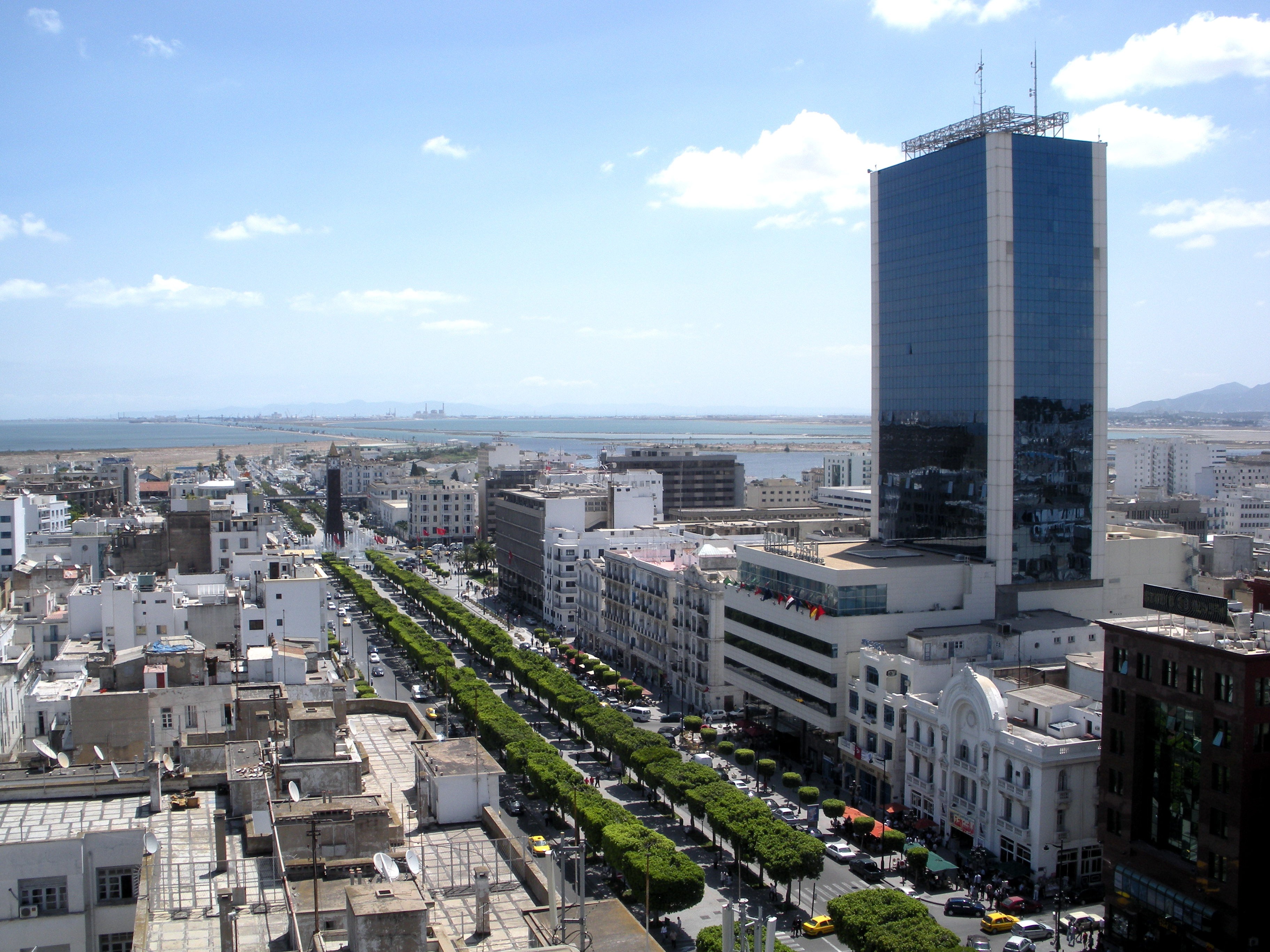
Tunis, capitale et première agglomération de Tunisie.
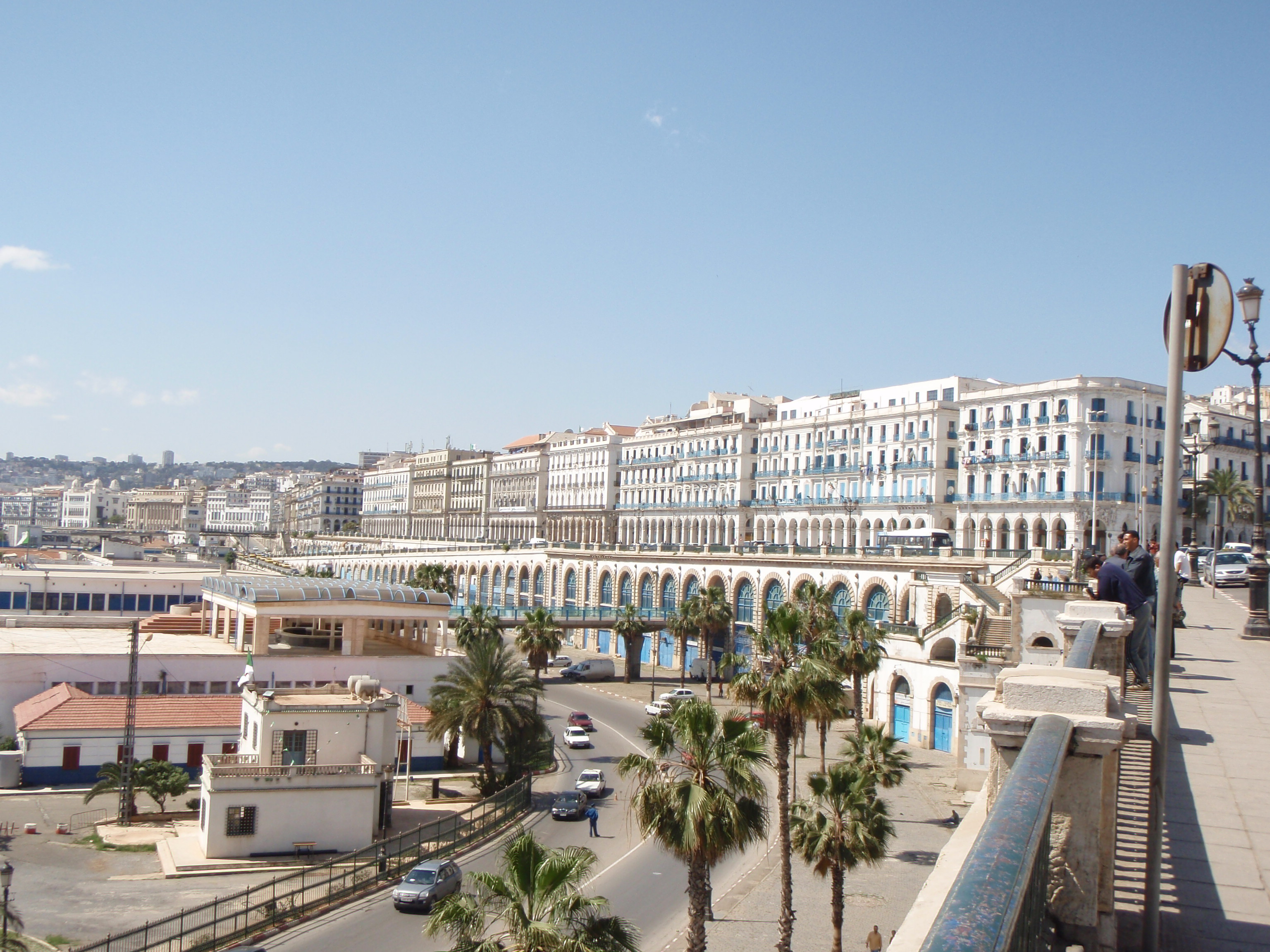
Alger, capitale de l'Algérie.
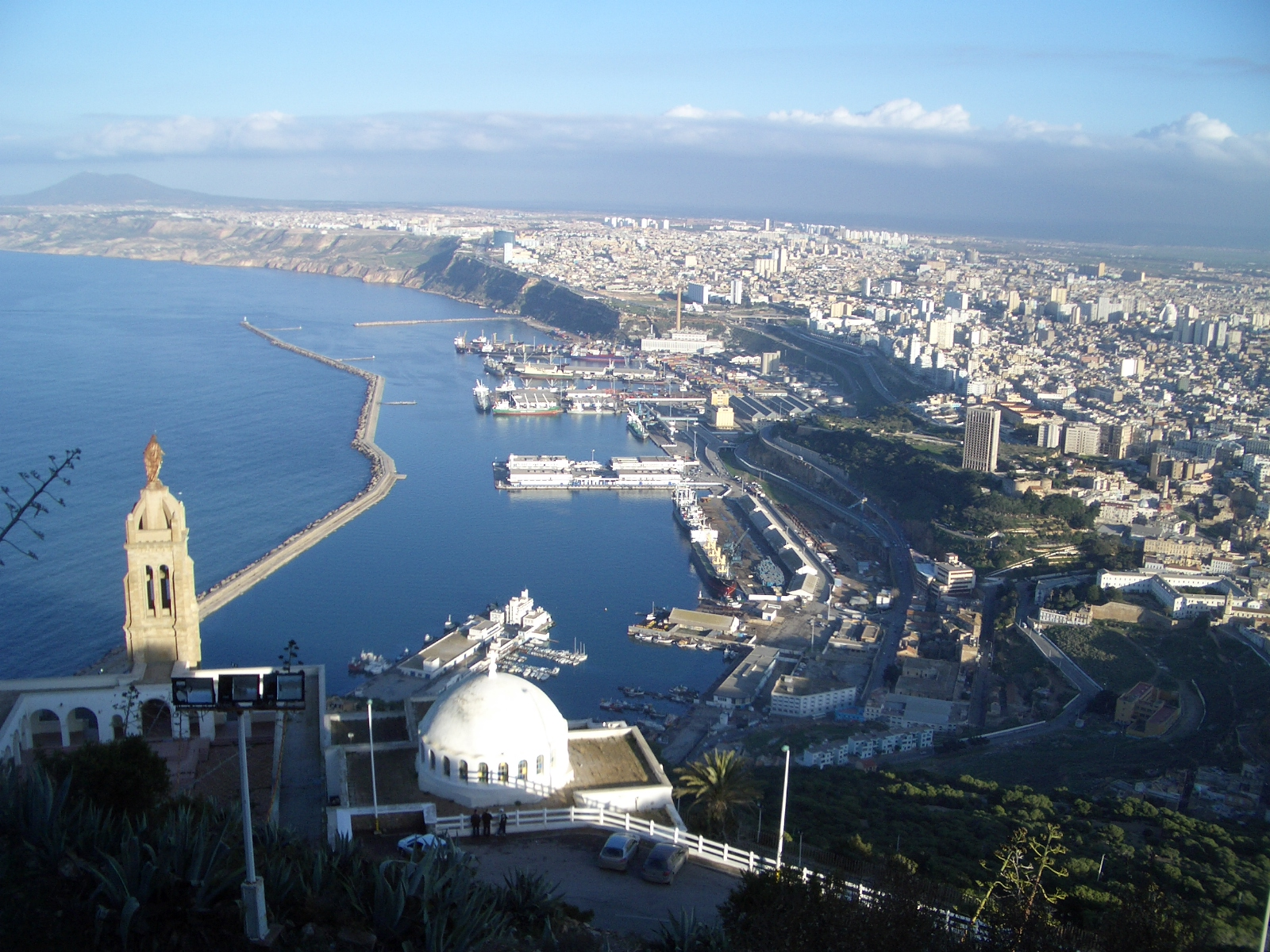
Oran, deuxième ville d'Algérie.
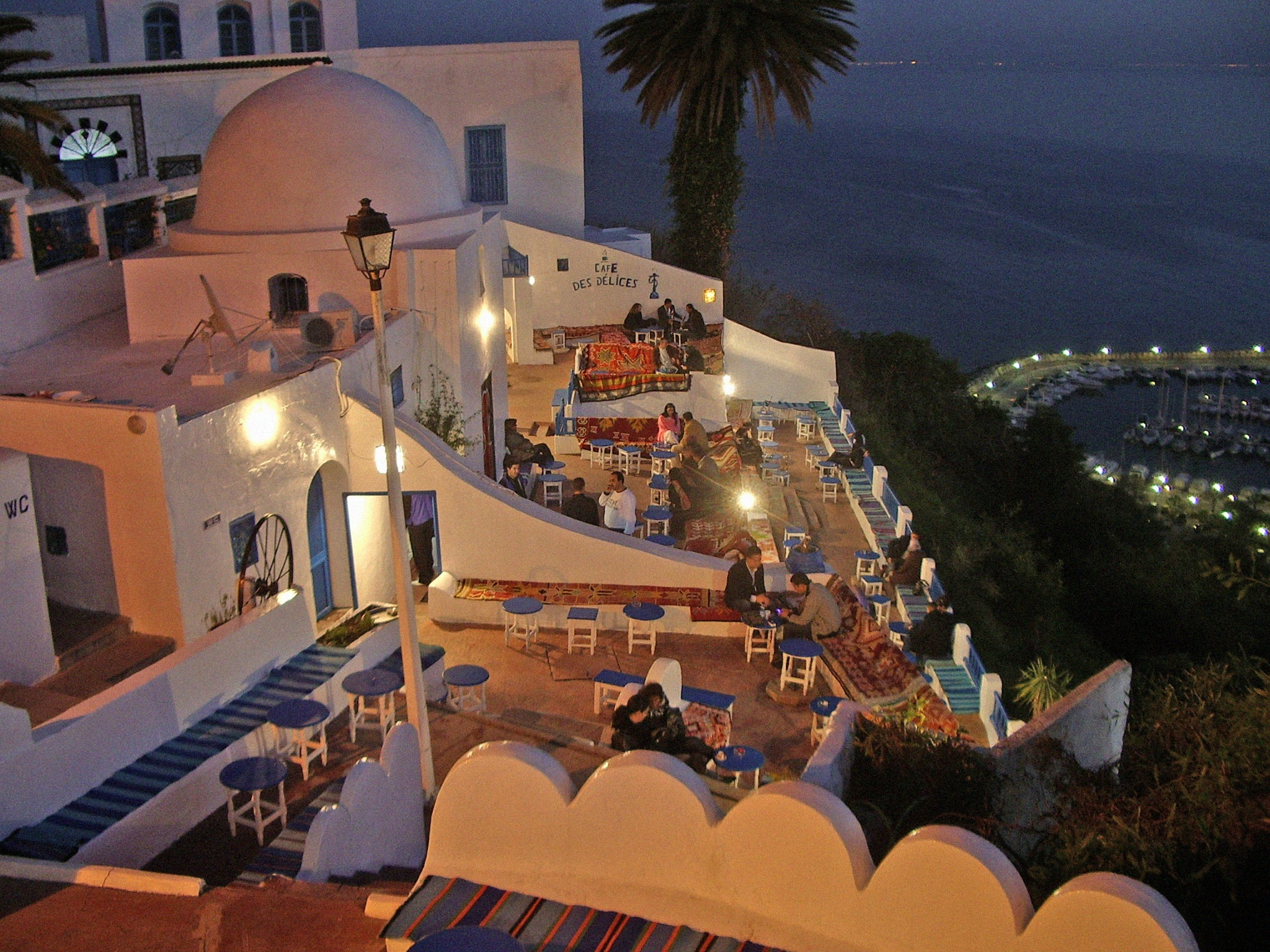
Sidi Bou Saïd, banlieue nord de Tunis.
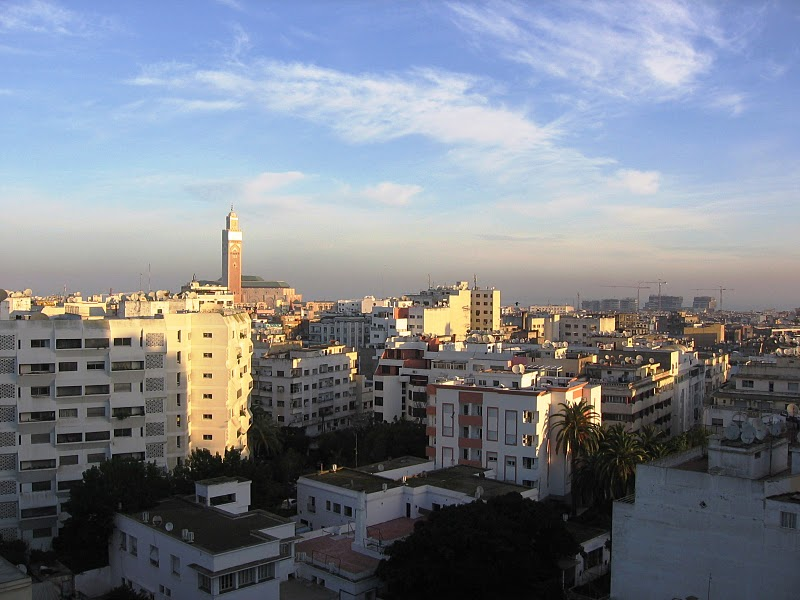
Vue sur la vieille ville de Casablanca.
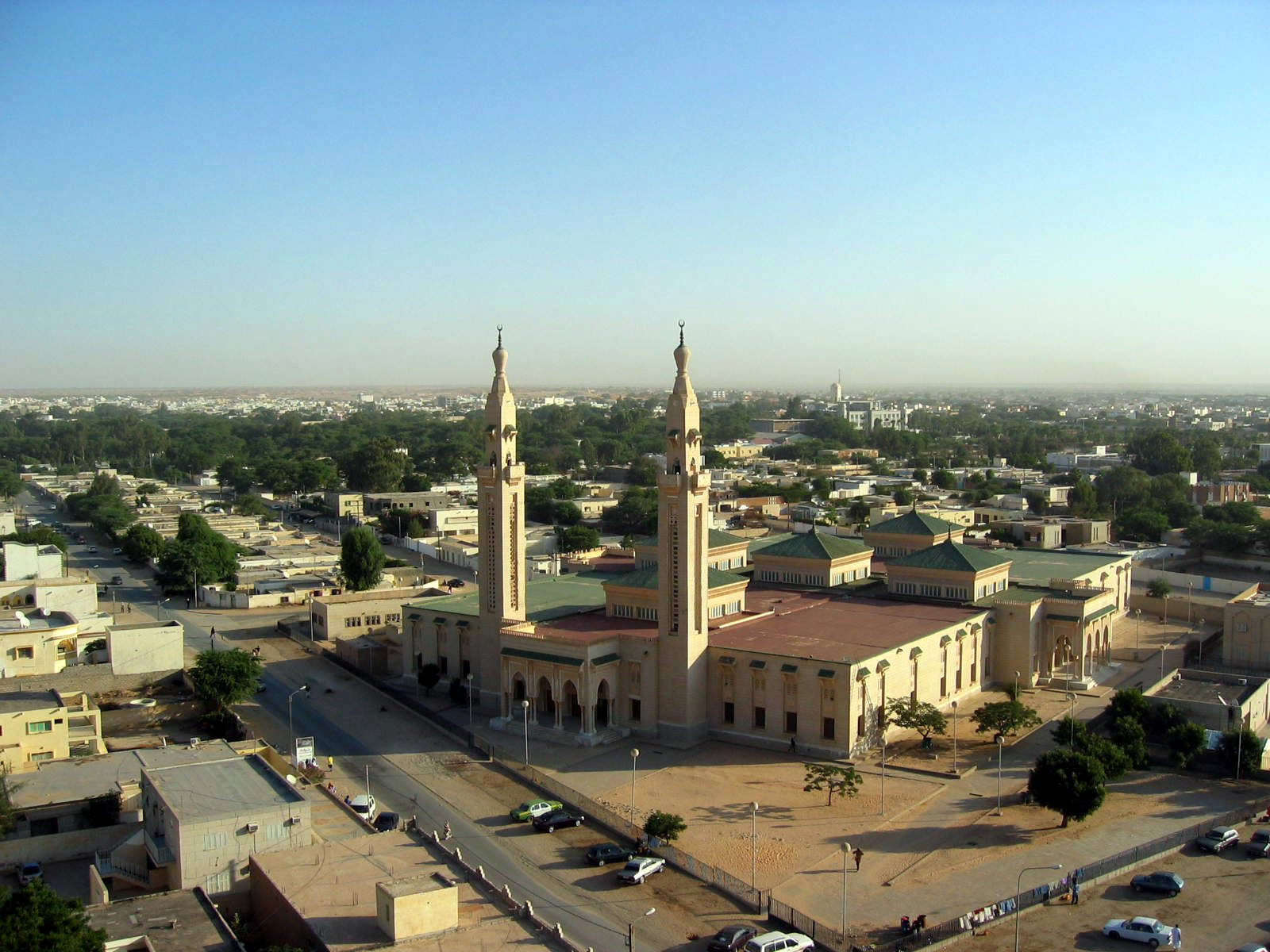
Nouakchott, capitale de la Mauritanie.
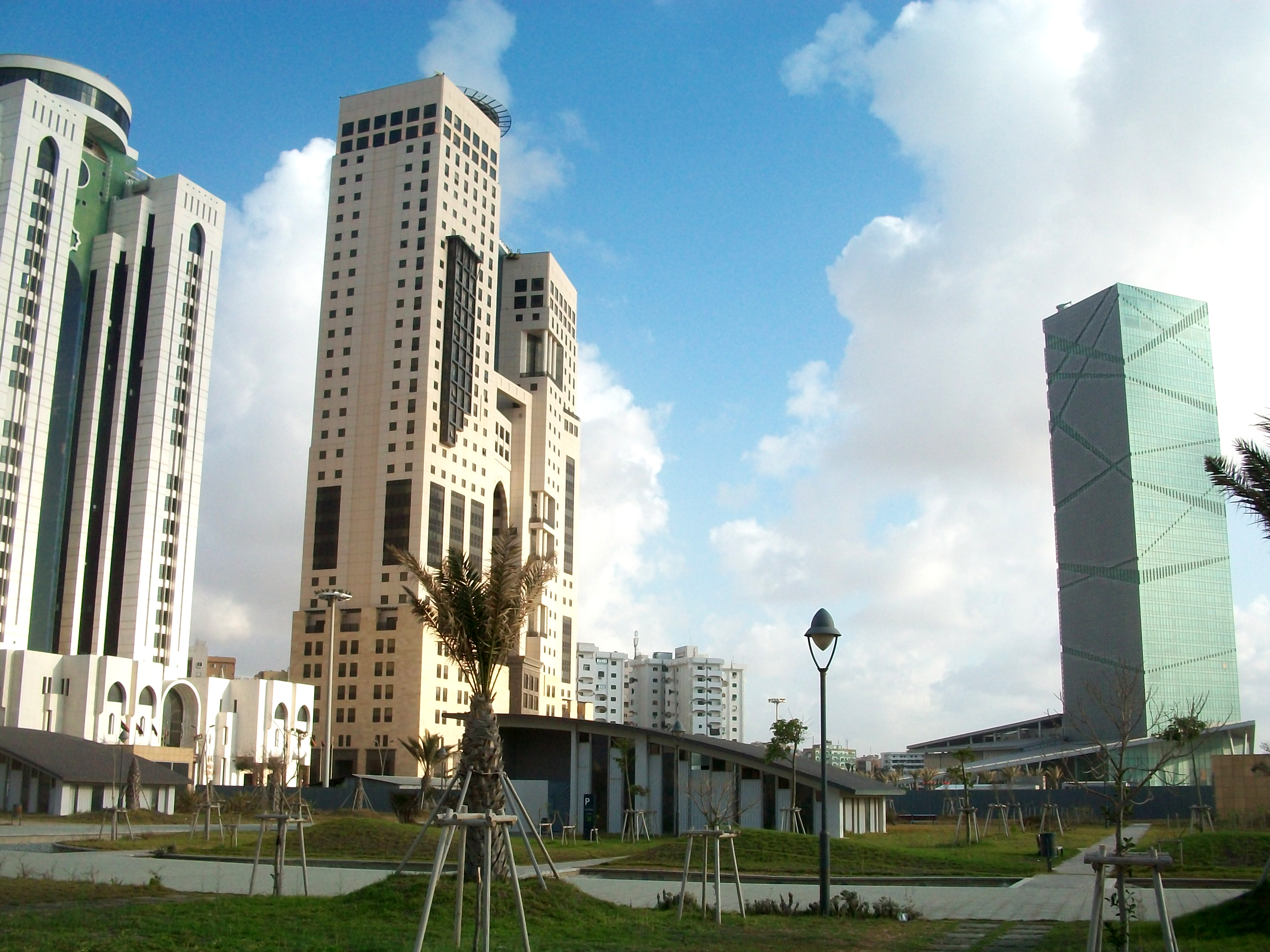
Tripoli, capitale de la Libye.
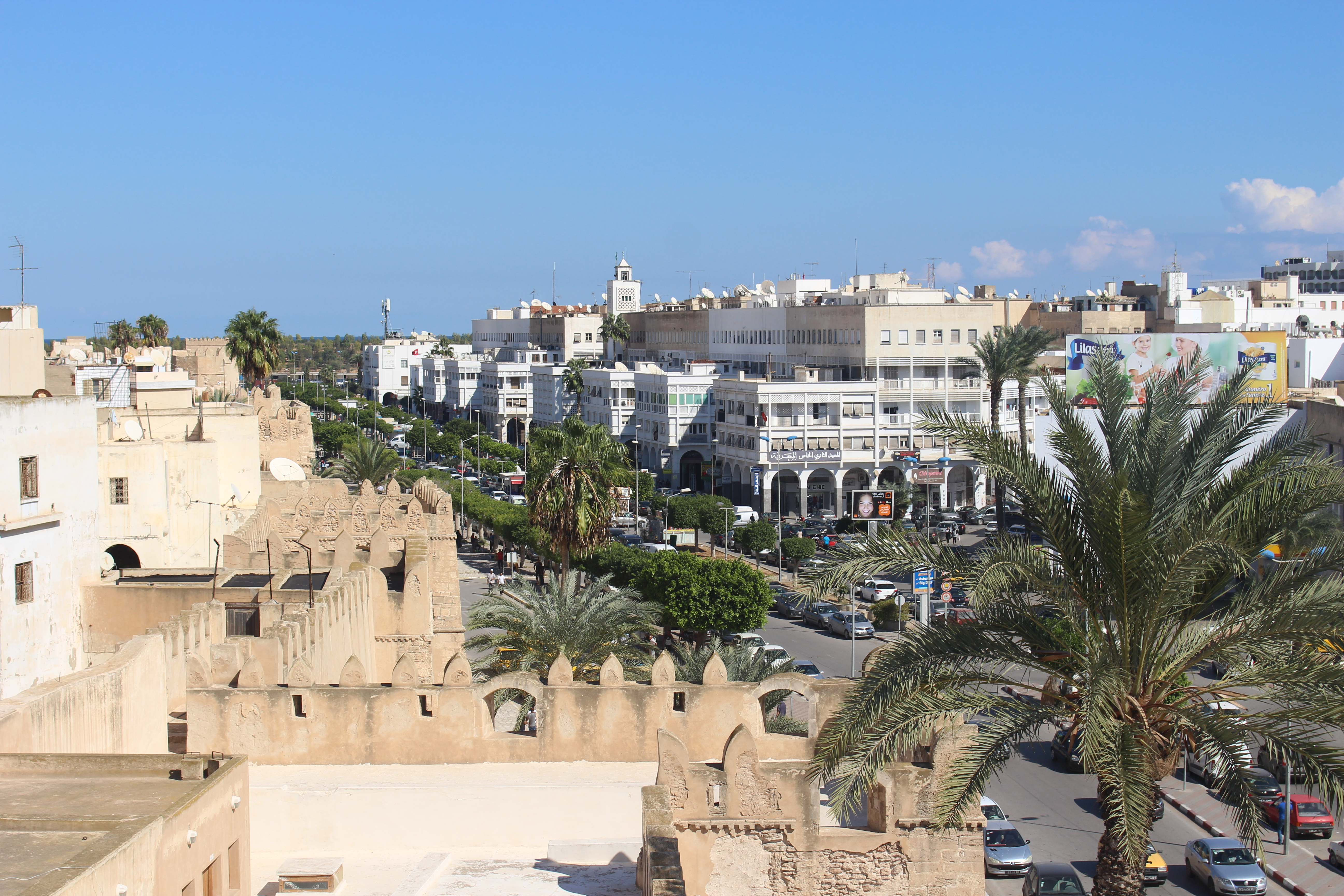
Sfax seconde ville de la Tunisie, .
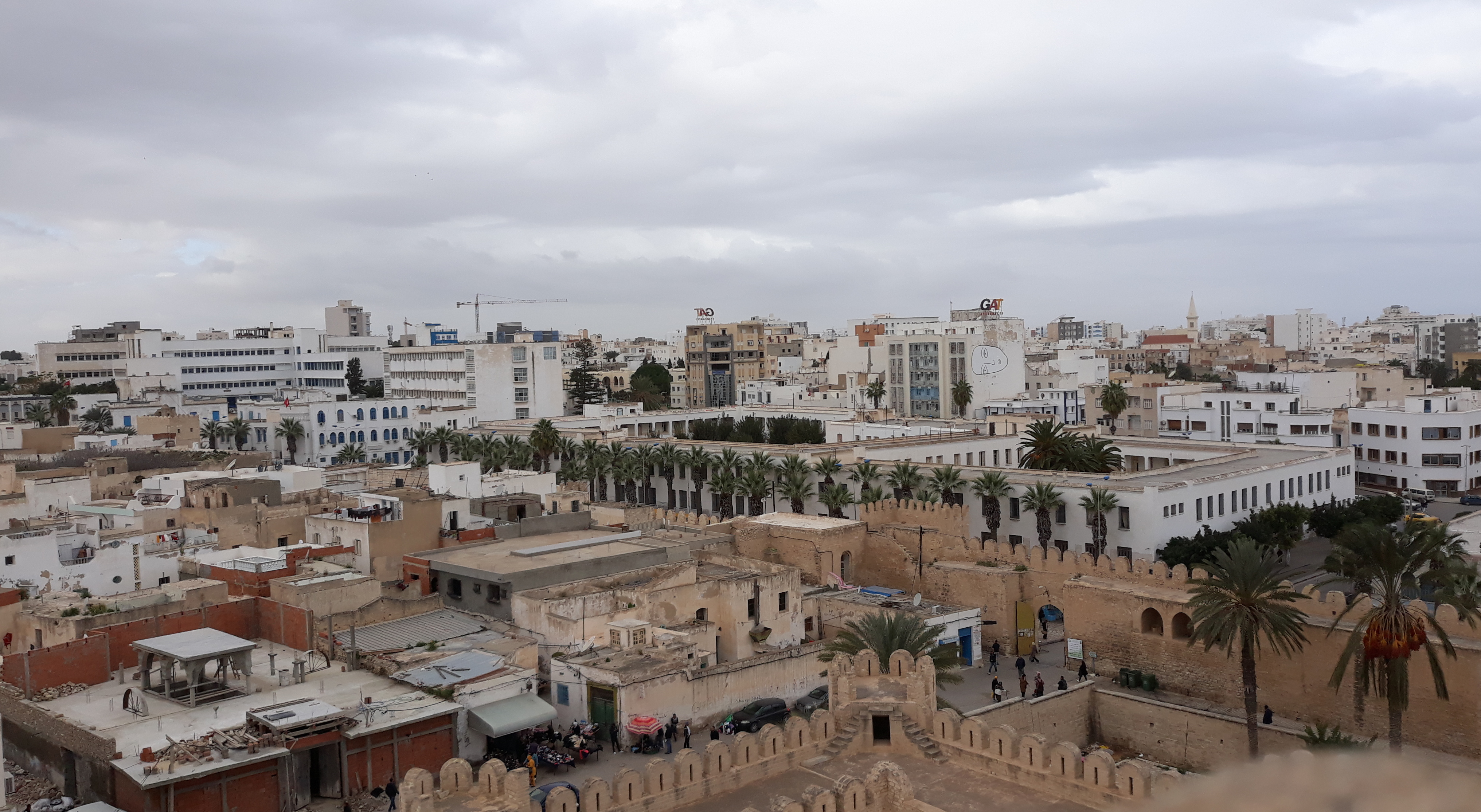
Sousse, troisième ville de la Tunisie
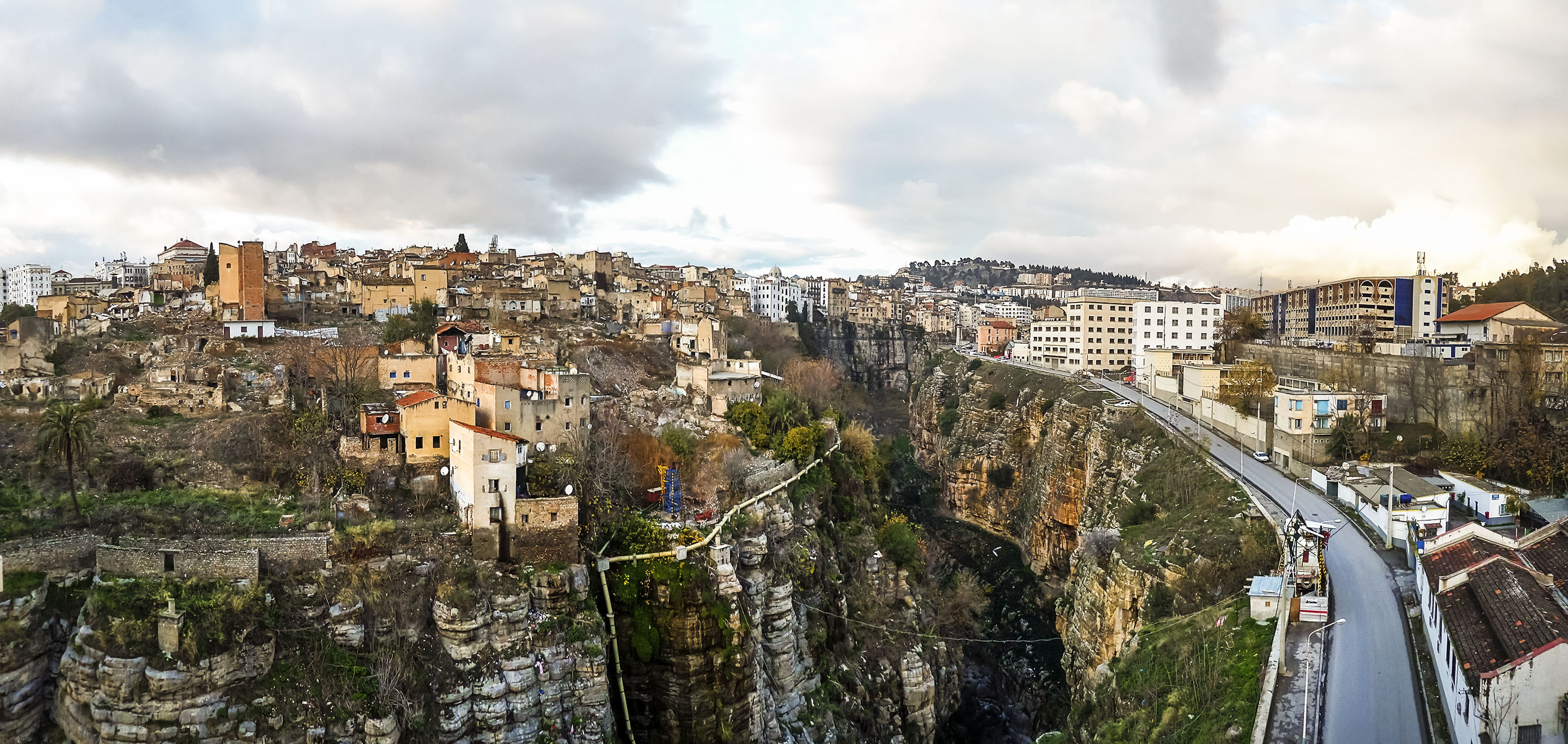
Constantine la troisième ville d’Algérie

## Économie
Après la proclamation de l'indépendance des divers pays, les gouvernements respectifs optent pour la planification économique. Le PIB par habitant progresse mais l'économie du Maghreb doit faire face à de nouveaux défis. Aujourd'hui, elle est confrontée à la mondialisation. Cela conduit les gouvernements à privatiser de larges secteurs de leurs économies.
La crise affecte la croissance du PIB, augmente la dépendance alimentaire et favorise les émeutes à caractère social (comme les « émeutes du pain » tunisiennes en 1983-1984). Le développement économique a entraîné une transformation des paysages du littoral (stations touristiques, agriculture intensive et urbanisation accélérée). Face à la mondialisation, les pays du Maghreb ont tenté de timides rapprochements dans le cadre de l'Union du Maghreb arabe mais les réalisations communes apparaissent bien modestes en raison des différences politiques de ses membres. Ainsi, le Maghreb reste l'une des régions du monde qui est la moins intégrée commercialement.
| Pays                                              | Algérie           | Libye          | Maroc          | Mauritanie        | Tunisie       |
| ------------------------------------------------- | ----------------- | -------------- | -------------- | ----------------- | ------------- |
| Chômage (en %)                                    | 11,7              | 30 (est. 2004) | 9,80           | 30 (est. 2008)    | 18,80         |
| PIB (PPA) (en milliards $)                        | 274,5             | 87,9           | 171,0          | 7,6               | 104,4         |
| Taux de croissance (en %)                         | 2,6               | 121,9          | 2,9            | 5.3               | 2,7           |
| Nombre de travailleurs (en millions)              | 11,260            | 1,875          | 11,780         | 1,318 (est. 2007) | 4,014         |
| Taux d'inflation (en %)                           | 8,5               | 3,6            | 1,4            | 7,0 (est. 2011)   | 5,9           |
| Population sous le seuil de pauvreté              | 11,06             |                | 9              |                   | 9.8           |
| Utilisation d'Internet (millions d'internautes)   | 6                 | 0.3            | 12             | 0.07              | 3.5           |
| Investissement Étranger (en milliards de dollars) | 15,60             |                | 42.19          |                   | 33.56         |
| Exportations (en milliards de dollars)            | 52.03             |                | 14.49          |                   | 16.11         |
| Importations (en milliards de dollars)            | 38.5              |                | 34.19          |                   | 20.02         |
| 1er et 2e Partenaires Commerciaux (Exportations)  | États-Unis Italie | Algérie Italie | Espagne France |                   | France Italie |
| 1er et 2e Partenaires Commerciaux (Importations)  | Chine Italie      | Algérie Chine  | France Espagne |                   | France Italie |
| Sources : CIA World Factbook.                     |                   |                |                |                   |               |

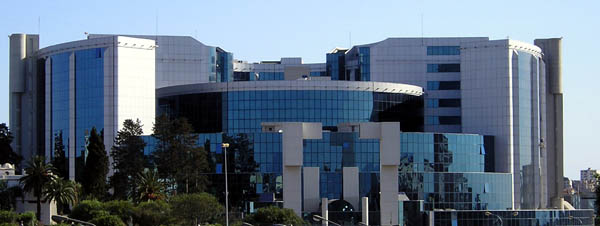
Ministère des Finances à Alger.
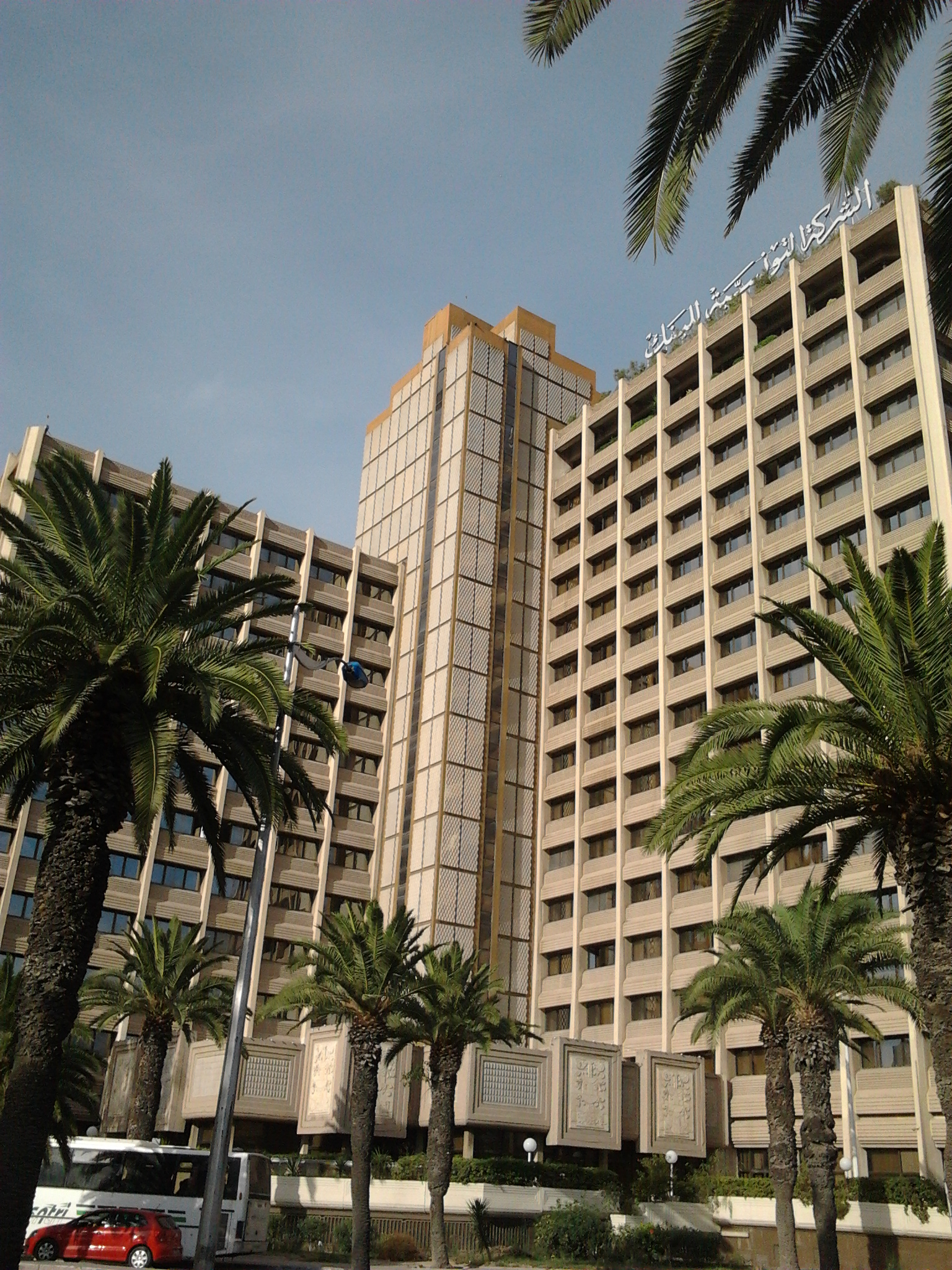
Siège de la Société tunisienne de banque.

### Secteur primaire

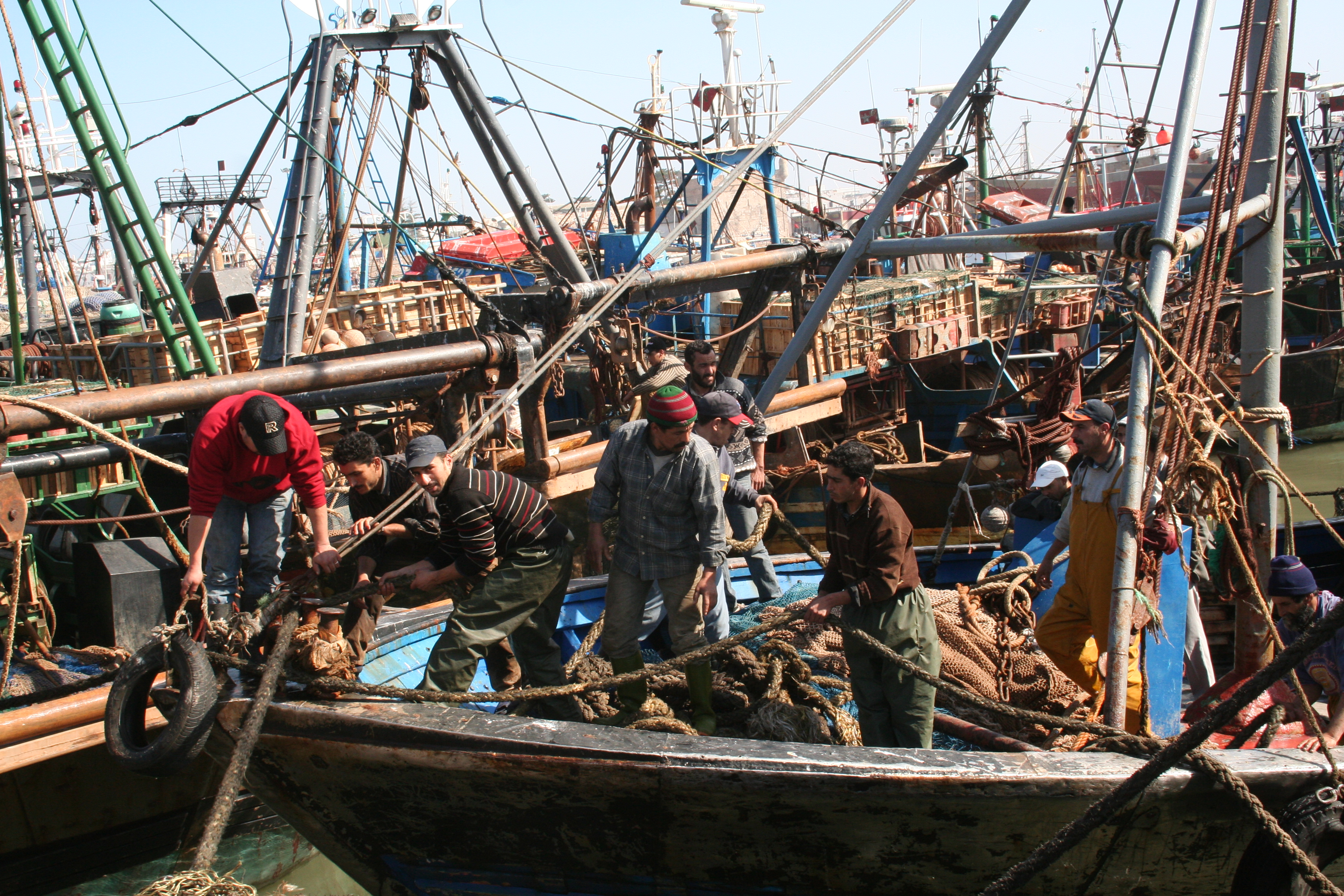
Port d'Essaouira.

L'agriculture au Maghreb a connu d'importantes mutations depuis les années 1970 : mécanisation, utilisation d'engrais et irrigation moderne ont entraîné une augmentation des productions agricoles. Le monde agricole n'échappe pourtant pas à la crise et l'essor des récoltes ne suit pas l'accroissement démographique.

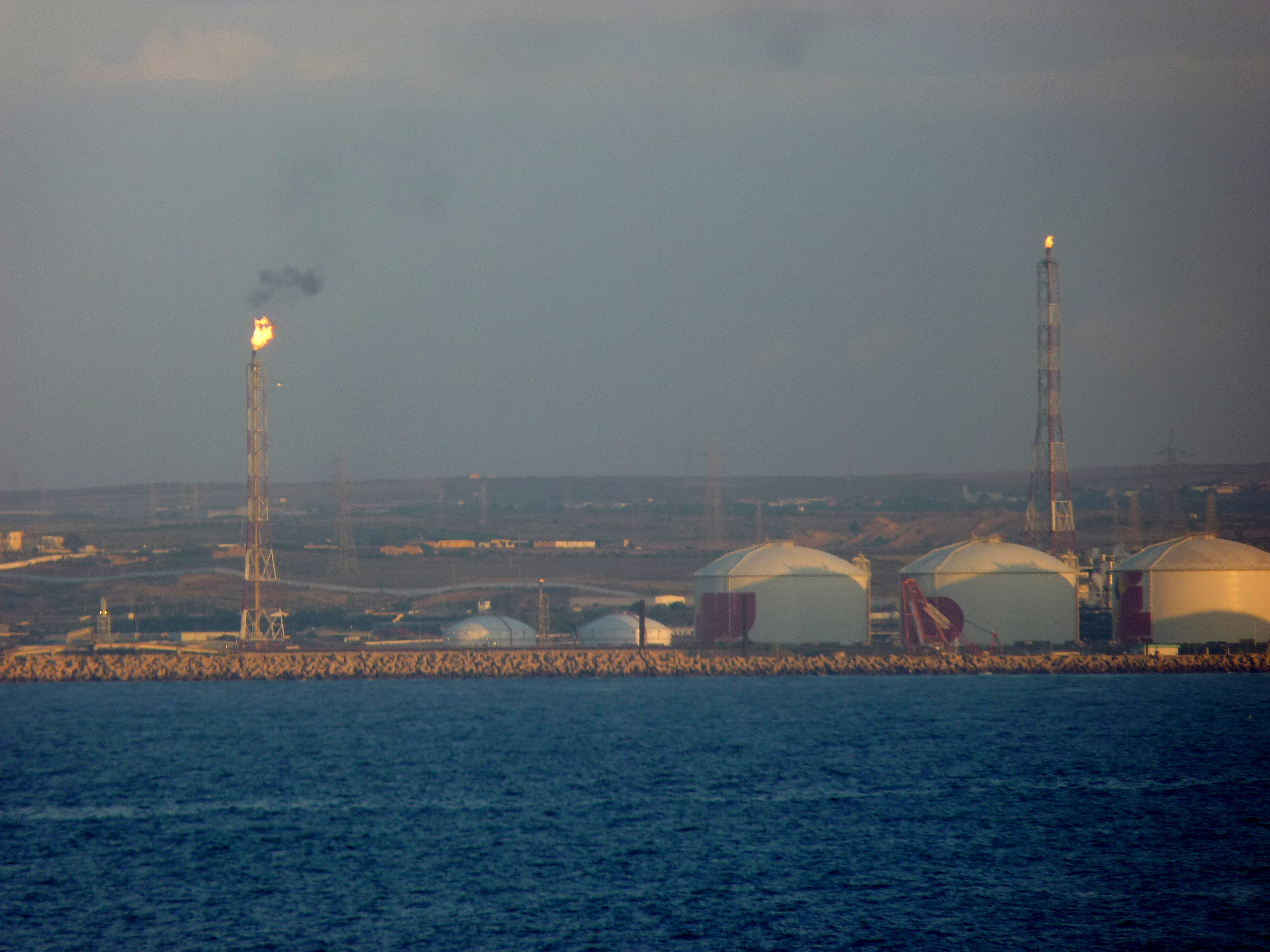
Raffinerie d'Arzew (Algeria)

Par son appartenance au bassin méditerranéen, les produits de l'agriculture maghrébine sont les céréales, l'élevage des ovins et des caprins, le maraîchage, les agrumes, la vigne, la pêche et l'huile d'olive. Le Maroc est aussi l'un des premiers exportateurs mondiaux de haschich,. La région dispose en outre d'importantes ressources naturelles minières (phosphates et fer) et énergétiques (gaz naturel et pétrole). Les principaux gisements de pétrole en exploitation se trouvent en Algérie (Hassi Messaoud et In Amenas).

### Secteur secondaire
L'industrialisation est un phénomène relativement récent dans la région (années 1970). L'intervention étatique a permis le développement d'usines alors que les investissements étrangers et la sous-traitance profitent aux régions littorales ouvertes vers l'extérieur. Les principaux secteurs de production sont l'agroalimentaire, les matériaux de construction (ciment et sidérurgie) surtout en Algérie, le textile et la pétrochimie[réf. nécessaire].
Les grands centres industriels sont Alger, Arzew, Béjaïa, Annaba, Casablanca, Kénitra, Sfax, Bizerte, Tunis, Sousse, Gabès, Mohammédia et Tanger[réf. nécessaire].

### Secteur tertiaire

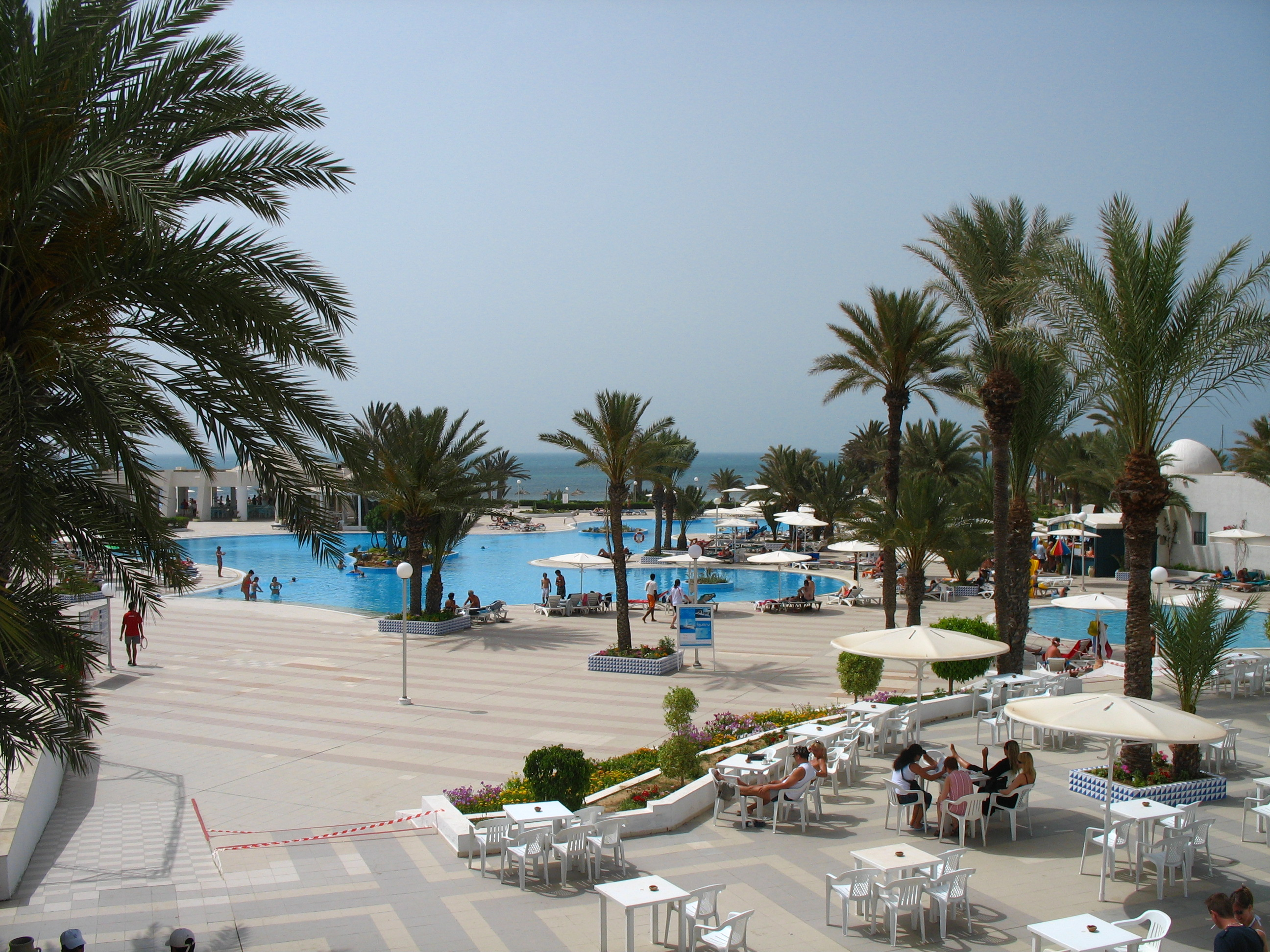
Hôtel djerbien de la chaîne El Mouradi.

Le climat, les paysages et le patrimoine culturel du Maghreb sont autant d'atouts pour le développement touristique de la région. De plus, le Maghreb bénéficie en outre de la proximité géographique avec l'Europe et de l'usage courant de la langue française : Marrakech ou Djerba sont ainsi à deux heures d'avion de Paris. Toutefois, la pression touristique suscite une nécessité de préservation du patrimoine et une gestion raisonnée des ressources en eau. Le Maghreb doit aussi faire face au danger terroriste (attentat de la Ghriba en 2002, de Casablanca en 2003 et en 2011, ou d'Alger en 2007)[réf. nécessaire].
Le secteur commercial s'inscrit dans le cadre de la mondialisation des échanges qui profite avant tout aux villes du littoral tournées vers l'extérieur. Arzew, Béjaïa, Casablanca, Oran, Skikda, Skhira et Tanger Med sont les principaux ports industriels d'exportation vers l'Europe[réf. nécessaire].

## Démographie

### Tableau général
| Pays                                              | Algérie | Libye  | Maroc    | Mauritanie | Tunisie |
| ------------------------------------------------- | ------- | ------ | -------- | ---------- | ------- |
| Population (en millions d'habitants, 2021)        | 43,5    | 7      | 36,5     | 4          | 11,8    |
| Taux de fécondité (2021)                          | 2.55    | 3.13   | 2.29     | 3.59       | 2,03    |
| Taux de migration nette (2013)                    | -0,27 ‰ | 0 ‰    | -3,67 ‰  | -0,89 ‰    | -1,78 ‰ |
| Croissance démographique annuelle (2021)          | 1.41 %  | 1.76 % | 0.92 %   | 2.02 %     | 0.75 %  |
| Espérance de vie à la naissance, en années (2021) | 76,4    | 71,9   | 74,0     | 64,4       | 73,8    |
| Population urbaine (en % de la population totale) | 65      | 78     | 56       | 41         | 68,7    |
| Densité (hab/km2)                                 | 15      | 3,67   | 77 ou 49 | 3,11       | 63      |
| Indice de développement humain (2021)             | 0,745   | 0,718  | 0,683    | 0,556      | 0,731   |
| Analphabétisme (en % de la population totale)     | 18      | 17,4   | 30       | 42,2       | 18,2    |

Le Maghreb compte environ 90 millions d'habitants très inégalement répartis. Les plus fortes densités de population se rencontrent sur les plaines littorales de l'océan Atlantique et de la mer Méditerranée. C'est également au nord et à l'ouest de la région que se trouvent ses principales agglomérations (Alger, Casablanca, Rabat, Tunis-Cap Bon-Bizerte-Sahel, Fès, Marrakech, Tanger, Annaba, Constantine et Oran).
En trente ans, la population nord Africaine a été multipliée par deux. Toutefois, la croissance démographique tend à ralentir à cause de la baisse du taux de fécondité : elle s'explique par l'efficacité du planning familial, la scolarisation des filles et la modernisation des modes de vie. Quant au taux de natalité, il a baissé dans les trois pays mais la proportion de moins de 15 ans demeure élevée. Cela pose des problèmes de scolarisation que les gouvernements ont relevés avec plus ou moins de succès.
Par ailleurs, l'exode rural pousse les jeunes des montagnes et des campagnes à migrer dans les villes du littoral où les salaires sont plus élevés et les conditions de vie meilleures. Au début du XXIe siècle, plus de la moitié des Maghrébins vivent en ville. Une partie d'entre eux tente ensuite sa chance en migrant vers Europe de l'Ouest.

### Population

Les Femmes d'Alger dans leur appartement. Peinture d'Eugène Delacroix, Le Louvre, Paris, France.

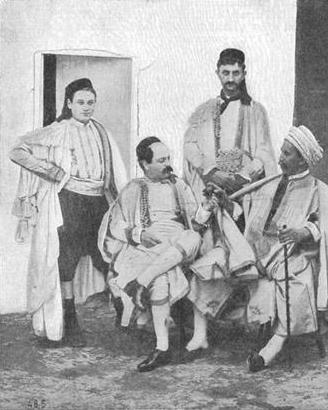
Groupe de juifs tunisiens.

Les maghrébins descendent d'une part d'ancien groupes déjà présent (phénicien, romain, berbère) qui ont pour la plupart été arabisés, et de tribu Arabe originaire d'Arabie et d'Andalousie (banu hilal, banu sulaym, etc) ces tribu arabe on remplacé et surplanté les populations local sur de large zone rural,,, tandis que les arabes andalous eux arabiseront grandement les villes d'après, Gabriel Martinez les arabes andalous seront les "chiens de garde" de la langue arabe. En revanche l'apport des Arabes en Afrique du Nord n'est pas aussi significatif au niveau génétique qu'il n'est déterminant sur les plans linguistiques, culturels et religieux, les arabes arrivés à partir du VIIe siècle avec les invasions musulmanes, ont contribué à convertir à l'islam l'Afrique du Nord après plusieurs années de guerre, malgré la résistance et les combats acharné des byzantins et de leurs alliés berbère (Kahina et Koceila). L'apport démographique arabe est beaucoup plus significatif à partir du XIe siècle, lorsque le pouvoir des Fatimides envoya, dans le but de réprimer des dynasties berbères ayant proclamé leur indépendance, de nombreuses tribus guerrières. La plus importante d'entre elles est celle des Hilaliens accompagnée des Banu Sulaym et des Banu Maqil.
Les estimations en termes de déplacement de population varie selon les historiens 250 000 a 500 000 a 700 000. Selon Luis del Mármol Carvajal les hilaliens auraient été plus d'un millions à immigrer, et il estime la population hilalienne à son époque a 4 000 000 en 1573,,.
Selon Charles-André Julien, les actuelles populations arabophones seraient en partie berbères. Selon le défenseur de la cause berbère Gabriel Camps, les « invasions hilaliennes » ont été « d'un poids insignifiant sur le plan démographique, mais déterminant sur les plans culturel et socio-économique. » De nos jours, l'arabe littéral est la langue officielle des pays du Maghreb, c'est-à-dire la langue des médias et de l'école. Les dialectes berbères  demeurent fortement influencés par la langue arabe.
Dans ce contexte, seule une minorité de la population maghrébine — de l'ordre de 27% - 35% au Maroc, 27,4 % en Algérie, 0,5% en Tunisie, et 1% en Libye— parle le berbère. Ces groupes conservent une identité qui leur est propre en particulier dans les montagnes de l'Atlas. La plupart sont sédentaires mais certains sont nomades.
Par ailleurs, de petites communautés juives séfarades résident toujours au Maghreb. Il y aurait 7 000 juifs au Maroc et 2 000 en Tunisie, et auraient pratiquement disparu en Algérie sauf un nombre minuscule dans quelques grandes villes. Les Juifs ont une longue histoire en Afrique du Nord. Depuis les débuts de la diaspora israélite, que l'on peut dater de la destruction du second Temple par Titus en 70 de notre ère, il y a aurait eu trois grands pôles qui se sont ensuite avancés vers l'ouest : un en Égypte, un à Carthage et un autre en Cyrénaïque (Libye centrale). D'autres communautés se formèrent à travers l'Algérie, l'Espagne, le Maroc. Les tablettes en hébreu retrouvées en Libye et au Maroc attestent de la présence de Juifs issus de Judée. Une grande partie non négligeable de juifs maghrébins arriva lors de l'expulsion des juifs d'Espagne par les souverains catholiques, après la chute du royaume de Grenade qui marqua la fin de la Reconquista en 1492. Certains juifs européens sont arrivés à l'époque moderne avec la colonisation française. Après les indépendances des trois pays, la plupart des juifs ont quitté le Maghreb pour Israël et l'Europe occidentale.

### Génétique
La structure génétique du chromosome Y de la population maghrébine semble être principalement modulée par la géographie. Les haplogroupes E1b1b et J de l'ADN Y constituent la grande majorité des marqueurs génétiques des populations du Maghreb. L'haplogroupe E1b1b est le plus répandu parmi les groupes maghrébins, en particulier la lignée en aval E1b1b1b1a, qui est typique des Berbères autochtones de l'Afrique du Nord-Ouest. L'haplogroupe J est plus représentatif d'origines du Moyen-Orient, et a sa plus haute répartition parmi les populations d'Arabie et du Levant. En raison de la distribution de E-M81 (E1b1b1b1a), qui a atteint ses plus hauts pics documentés dans le monde à 95-100 % dans certaines populations du Maghreb, il a souvent été qualifié de « marqueur berbère » dans la littérature scientifique. Le deuxième marqueur le plus commun, l'haplogroupe J, en particulier J1,, qui est typiquement moyen-oriental, et originaire de la péninsule arabique, peut atteindre des fréquences allant jusqu'à 35 % dans la région,. Sa densité la plus élevée est trouvée dans la péninsule arabique. L'haplogroupe R1 qui est un marqueur eurasien, a également été trouvé au Maghreb, mais avec une fréquence plus faible. Les haplogroupes d'ADN-Y montrés ci-dessus sont trouvés chez les arabophones et les berbérophones.
Le pool du chromosome Y du Maghreb (comprenant les populations arabe et berbère) peut être résumé pour la plupart des populations de la façon suivante : seuls deux haplogroupes E1b1b et J comprennent généralement plus de 80 % des chromosomes totaux,,,,,,,.
| Haplogroupe | Marqueur | Sahara/Mauritanie | Maroc | Algérie | Tunisie | Libye |
| ----------- | -------- | ----------------- | ----- | ------- | ------- | ----- |
| n           |          | 189               | 760   | 156     | 601     | –     |
| A           |          | –                 | 0.26  | –       | –       | –     |
| B           |          | 0.53              | 0.66  | –       | 0.17    | –     |
| C           |          | –                 | –     | –       | –       | –     |
| DE          |          | –                 | –     | –       | –       | –     |
| E1a         | M33      | 5.29              | 2.76  | 0.64    | 0.5     | –     |
| E1b1a       | M2       | 6.88              | 3.29  | 5.13    | 0.67    | –     |
| E1b1b1      | M35      | –                 | 4.21  | 0.64    | 1.66    | –     |
| E1b1b1a     | M78      | –                 | 0.79  | 1.92    | –       | –     |
| E1b1b1a1    | V12      | –                 | 0.26  | 0.64    | –       | –     |
| E1b1b1a1b   | V32      | –                 | –     | –       | –       | –     |
| E1b1b1a2    | V13      | –                 | 0.26  | 0.64    | –       | –     |
| E1b1b1a3    | V22      | –                 | 1.84  | 1.28    | 3       | –     |
| E1b1b1a4    | V65      | –                 | 3.68  | 1.92    | 3.16    | –     |
| E1b1b1b     | M81      | 65.56             | 67.37 | 64.23   | 72.73   | –     |
| E1b1b1c     | M34      | 11.11             | 0.66  | 1.28    | 1.16    | –     |
| F           | M89      | –                 | 0.26  | 3.85    | 2.66    | –     |
| G           | M201     | –                 | 0.66  | –       | 0.17    | –     |
| H           | M69      | –                 | –     | –       | –       | –     |
| I           |          | –                 | 0.13  | –       | 0.17    | –     |
| J1          |          | 3.23              | 6.32  | 1.79    | 6.64    | –     |
| J2          |          | –                 | 1.32  | 4.49    | 2.83    | –     |
| K           |          | –                 | 0.53  | 0.64    | 0.33    | –     |
| L           |          | –                 | –     | –       | –       | –     |
| N           |          | –                 | –     | –       | –       | –     |
| O           |          | –                 | –     | –       | –       | –     |
| P, R        |          | –                 | 0.26  | –       | 0.33    | –     |
| Q           |          | –                 | –     | 0.64    | –       | –     |
| R1a1        |          | –                 | –     | 0.64    | 0.5     | –     |
| R1b         | M343     | –                 | –     | –       | –       | –     |
| R1b1a       | V88      | 6.88              | 0.92  | 2.56    | 1.83    | –     |
| R1b1b       | M269     | 0.53              | 3.55  | 7.04    | 0.33    | –     |
| R2          |          | –                 | –     | –       | –       | –     |
| T           | M70      | –                 | –     | –       | 1.16    | –     |

### Diaspora
Pour des raisons historiques, les Maghrébins sont également largement représentés dans les populations issues de l'immigration dans certains pays européens (notamment en France et en Belgique) mais aussi au Canada et aux États-Unis.
Elle est la conséquence directe du fort taux d'émigration qu'a connu le Maghreb depuis la décolonisation ayant eu lieu entre 1956 pour la Tunisie et le Maroc, et 1962 pour l'Algérie.
Dans les années 1960 et 1970, la conjoncture économique favorable qu'a connue la France a favorisé l'immigration, en particulier en provenance du Maghreb. En conséquence, les personnes d'origine maghrébine sur trois générations représentent 8,7 % de la population française des moins de 60 ans en 2011, et 16 % des enfants nés en 2006-2008 ont au moins un grand-parent maghrébin.
Selon l'historien Pierre Vermeren, il y a environ 15 millions de personnes d'origine maghrébine en Europe de l'Ouest en 2016[réf. nécessaire].

#### France

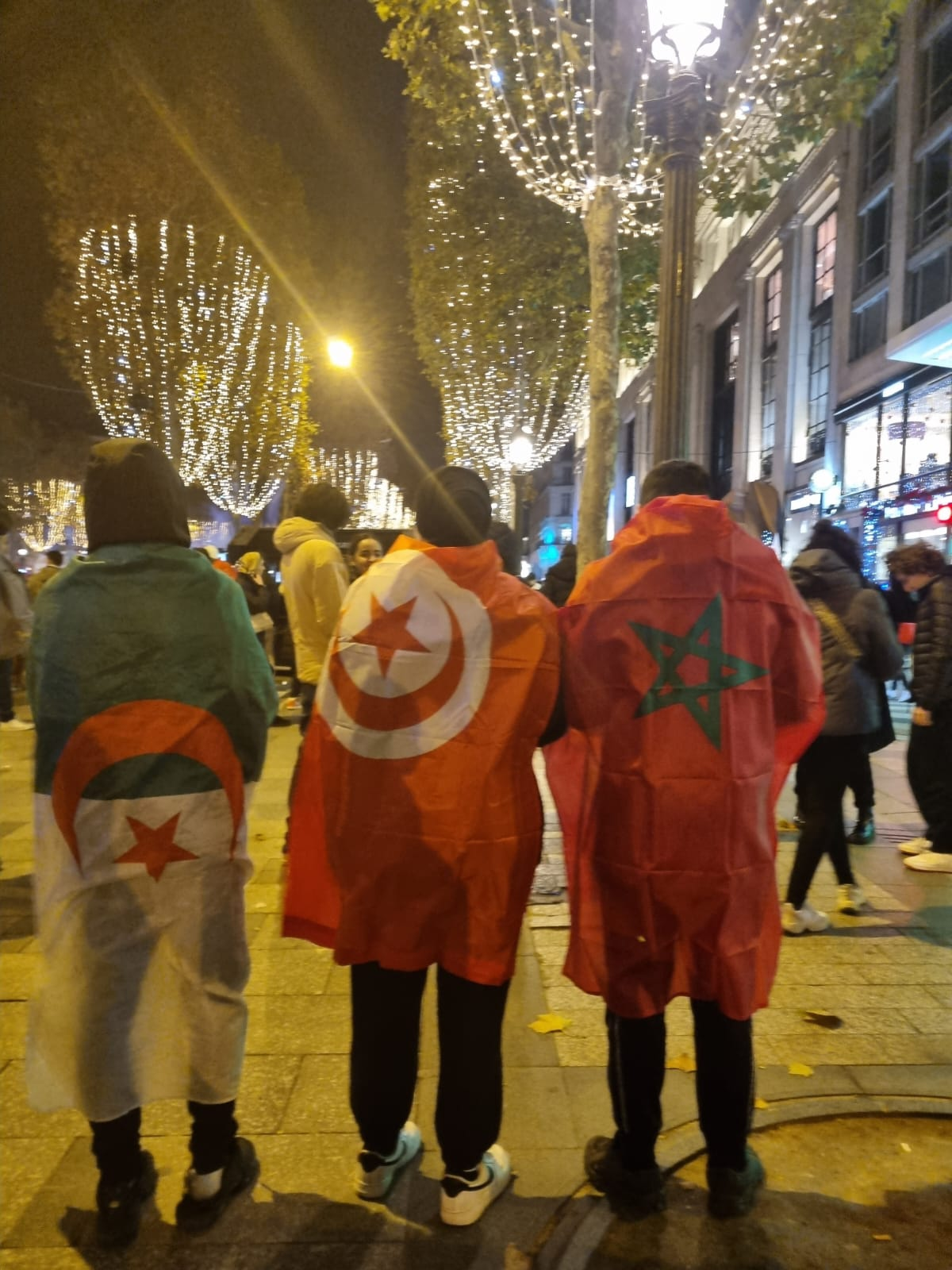
Trois drapeaux sur les Champs-Élysées (décembre 2022).

Selon une étude de l'Insee publiée en 2012, les personnes d'origine maghrébine sur deux générations uniquement (immigrés et leurs enfants) étaient un peu plus de 3,5 millions en 2008 5,7 % de la population métropolitaine en 2008 (alors de 62,5 millions). 16 % des nouveau-nés en France métropolitaine entre 2006 et 2008 ont au moins un grand-parent né au Maghreb.
Toutes générations confondues, selon une étude publiée en 2004 de l'Institut Montaigne, un think tank d'obédience libérale, il y a en France, en 2004, environ 5 à 6 millions de personnes d'origine maghrébine ; 3,5 millions ont la nationalité française dont 500 000 harkis. Environ 400 000 enfants seraient nés d’un couple mixte dont un des parents est maghrébin. Cette estimation est basée sur le recensement de 1999,,. La démographe Michèle Tribalat, a de son côté estimé cette même population à 3 millions de personnes en 1999 à partir des mêmes données ainsi que d'une enquête complémentaire.
D'après une estimation de Michèle Tribalat en 2009, les personnes d'origine maghrébine sur 3 générations (immigrés, enfants et petits-enfants d'immigrés) étaient environ 3,5 millions en 2005 soit environ 5,8 % de la population métropolitaine en 2005 (60,7 millions),.
En 2015, Michèle Tribalat, dans une nouvelle estimation des populations d'origine étrangère en 2011, estime à au moins 4,6 millions le nombre de personnes d'origine maghrébine sur trois générations en 2011 selon la répartition suivante :
| Pays d'origine | Immigrés (tous âges confondus) | 1re génération née en France (tous âges confondus) | 2e génération née en France (moins de 60 ans uniquement) | Total |
| -------------- | ------------------------------ | -------------------------------------------------- | -------------------------------------------------------- | ----- |
| Algérie        | 737                            | 1 170                                              | 563                                                      | 2 470 |
| Maroc          | 679                            | 698                                                | 130                                                      | 1 507 |
| Tunisie        | 246                            | 280                                                | 129                                                      | 655   |
| Maghreb        | 1 662                          | 2 148                                              | 821                                                      | 4 631 |

Note : pour la 2e génération née en France, seules les personnes âgées de moins de 60 ans sont prises en compte.
Par ailleurs, selon cette même étude de Michèle Tribalat, les personnes d'origine maghrébine sur trois générations représentent 8,7 % de la population française des moins de 60 ans en 2011.
Toujours selon Michèle Tribalat, en 2005, près de 7 % des jeunes de moins de 18 ans en métropole sont d'origine maghrébine (au moins un parent). En Île-de-France, la proportion est d'environ 12 %. C'est dans les départements de Seine-Saint-Denis (22 %), du Val-de-Marne (13,2 %) et du Val-d'Oise (13 %) et de Paris (12,1 %) que l'on trouve les plus fortes proportions. Au niveau des grandes villes, 21 % des jeunes de moins de 18 ans à Perpignan sont d'origine maghrébine et près de 40 % dans les trois premiers arrondissements de Marseille.
|                      | Seine-Saint-Denis | Val-de-Marne | Val-d'Oise | Paris  | France |
| -------------------- | ----------------- | ------------ | ---------- | ------ | ------ |
| D'origine maghrébine | 22,0 %            | 13,2 %       | 13,0 %     | 12,1 % | 6,9 %  |

## Culture
Le Maghreb appartient au bassin méditerranéen et au monde arabo-musulman. Sa culture est donc issue d'un mélange d'influences diverses. Englobé dans la République romaine puis l'Empire romain, du IIe siècle av. J.-C. au Ve siècle, le Maghreb conserve de cette période le même type de vestiges que dans le reste du bassin méditerranéen : temples romains (Dougga), théâtres romains (Timgad), amphithéâtres (Thysdrus), arcs de triomphe (Volubilis), thermes (Carthage) et mosaïques (Musée du Bardo à Tunis)[réf. nécessaire].

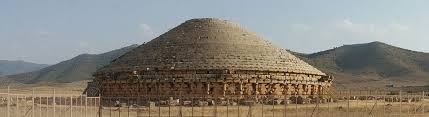
Le Medracen, tombeau Numide, Batna, Algérie.

.Au Moyen Âge, les Arabes du Moyen-Orient imposent progressivement leur langue et leur religion qui imprègnent de nombreux domaines de la vie sociale. La civilisation islamique contribue au renouveau du paysage urbain (mosquées, souks, hammams, médinas et kasbahs) dans un contexte de fondation de villes nouvelles (comme Kairouan en 670, Fès en 809 ou Oran au Xe siècle). Toutefois, l'arabisation du Maghreb se heurte aux résistances des populations berbères qui tentent de préserver leur identité. Ainsi, le printemps berbère de 1980 permet l'expression de demandes d'officialisation du berbère en Kabylie puis d'autres régions d'Algérie (Aurès, Mzab, etc.). Finalement, le gouvernement algérien reconnaîtra le berbère comme une langue nationale mais refusera son officialisation, ce qui contribue à maintenir la tension sur la question linguistique et identitaire en Algérie[réf. nécessaire].
Aux XIXe et XXe siècles, la colonisation française réintroduit le christianisme — déjà présent durant l'Antiquité et dont saint Augustin était une grande figure — construit une cathédrale (d'abord à Constantine en 1838), des bâtiments officiels, des infrastructures de transport modernes, etc. Toutefois, la domination européenne a fortement troublé la société maghrébine en apportant la modernité et les valeurs occidentales et s'est soldée par le rejet de cette influence au travers du nationalisme puis de l'islamisme[réf. nécessaire].
Il est difficile de déterminer si la langue française connaît réellement ou non une progression au Maghreb. Du côté optimiste, les organisations de promotion de la angue française montrent les perspectives positives du français au Maghreb. Le pourcentage de locuteurs du français aurait augmenté au Maghreb et au Proche-Orient de 17 % entre 2014 et 2018, et d’environ 6,5 % entre 2018 et 2022 . Le fait qu’une majorité des francophones du Maghreb soit dans la tranche d’âge des 15-24 ans augure une progression dans l’avenir. Il laisse à penser que la langue peut continuer d’avoir une place prédominante dans ces pays, notamment à cause de la forte diaspora ayant immigré en France. Dans le camp plus pessimiste, la courbe de la francophonie descendrai dans le Maghreb . Même si pratiquement la totalité des personnes dans les grandes villes tunisiennes, algériennes et marocaines parlent français, la qualité de celui-ci serait souvent bien basse, juste assez pour tenir la conversation. La diminution de l’usage de la langue corrélerait avec l'augmentation, la diversification et la circulation des contenus en arabe des médias tout supports : cinéma, télévision, internet, et la diminution de l’impact politique de la France dans la région et donc la nécessité de maîtriser la langue de Molière.

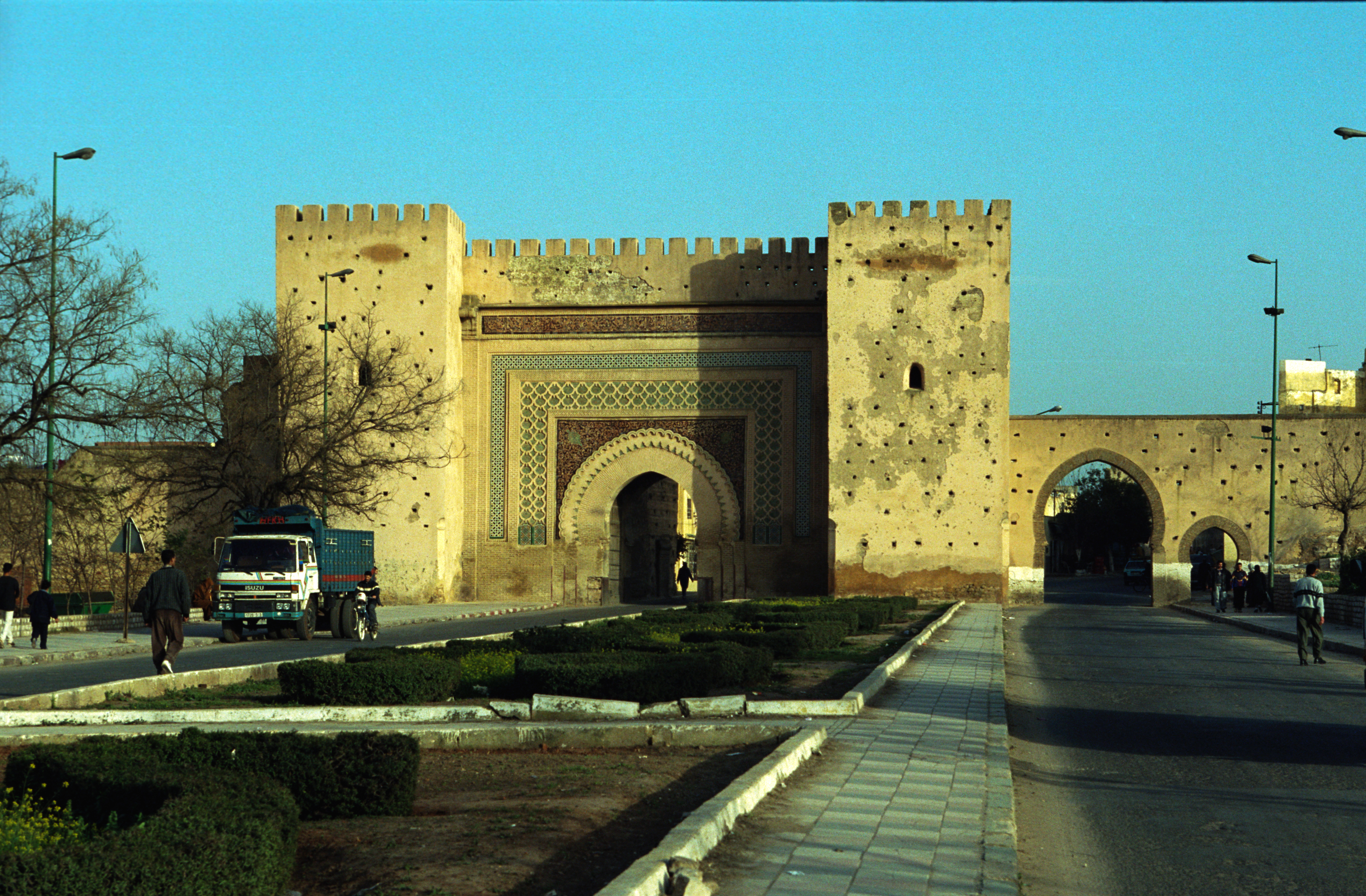
Bab El-Khemis, Meknès, Maroc.
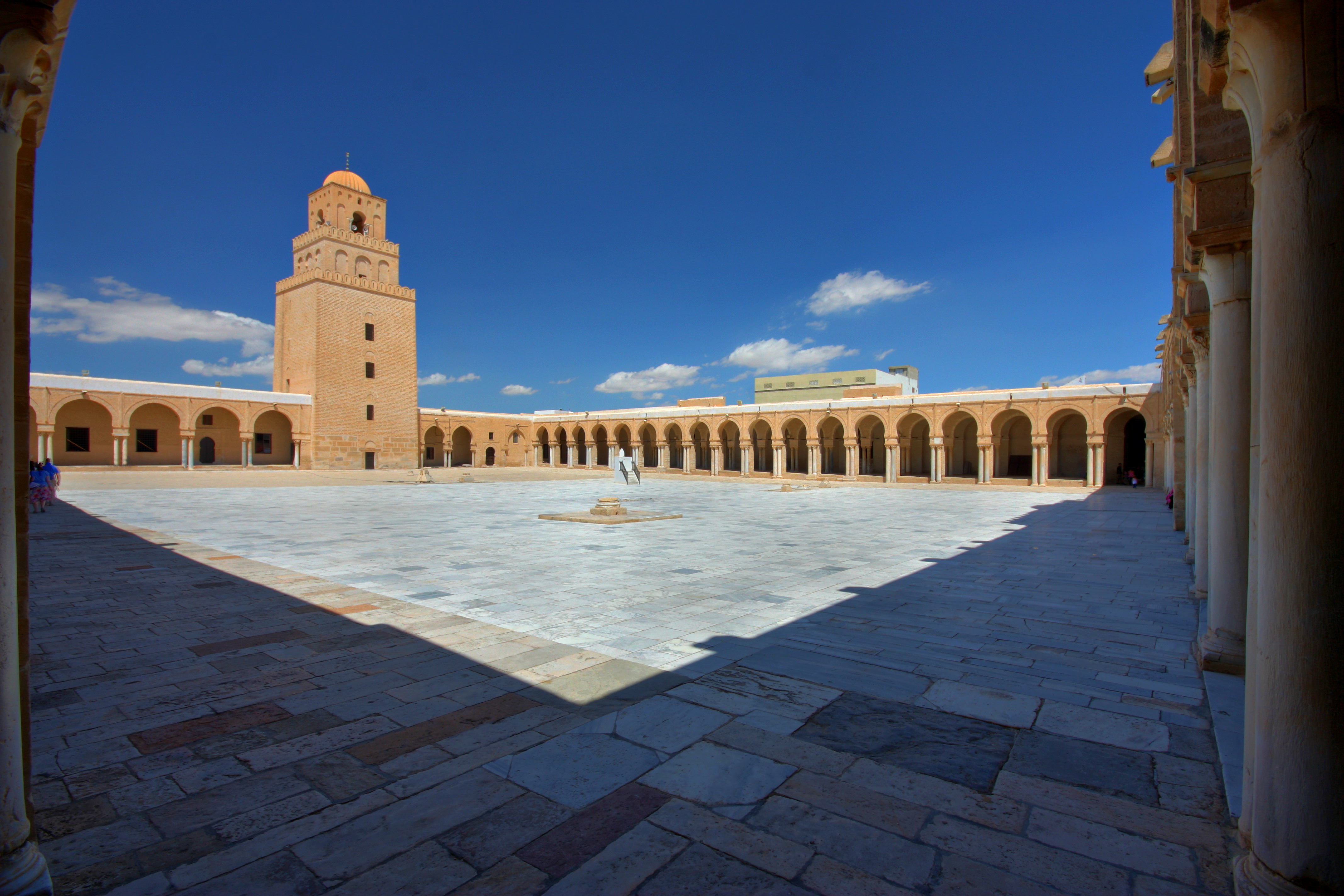
Grande mosquée de Kairouan, la plus ancienne du Maghreb, Kairouan, Tunisie.
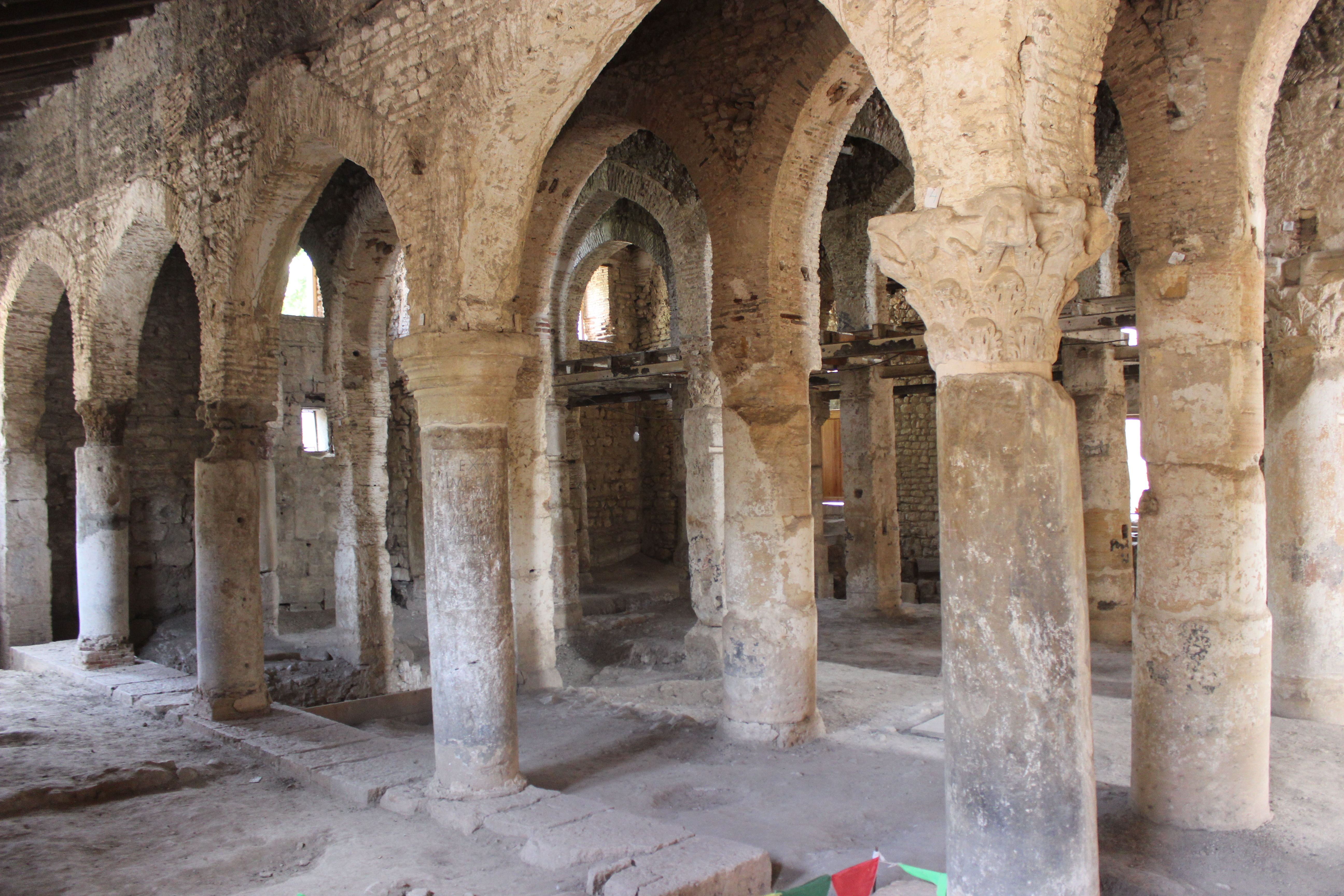
Mosquée Sidi Ghanem de Mila, âtie en 675 par Abou al-Mouhajir Dinar, l'émir d'Ifriqiya, de 674 à 681 pour le compte des Omeyyades.

Vers 2010, diverses ONG travaillent pour favoriser le pluralisme de l'information au Maghreb ainsi qu'au Machrek, avec quelques réussites. À cette époque le paysage médiatique s'est considérablement animé, par exemple en passant de quelques chaines de télévision à 520 accessibles aux Maghrébines. Toutefois, si les chaines arabes se sont ouvertes aux débats régionaux et internationaux, les trois gouvernements du pays restent frileux aux développements de la liberté. Dans l'ensemble, les journalistes continuent de s'autocensurer, mais moins les diffuseurs satellitaires. Aussi, à partir de 2008, la Ligue arabe établit une charte qui prévoit des sanctions en cas d'« offenses ». Aucun des pays du Maghreb ne s'y est opposé, aucun n'a dépénalisé les délits qui enferment la presse. En Tunisie, les autorités ont continué de bloquer Radio Kalima. En 2009, Transparency International a documenté de nombreux exemples qui montrent que les médias restent muselés au Maghreb. -.
La société civile au Maghreb constitue un important gisement d'informations. Elles sont un point d'action et d'observation essentiel de la société. Mais elles connaissent mal les médias. Elles croient que l'importance de leurs interventions sur le terrain suffit pour que leur message soit retransmis. Pourtant, leur communication est la plupart du temps stéréotypée, utilisant un jargon qu'elles croient adapté aux journalistes. Elles comprennent mal les contraintes des médias, leur reprochant de les réduire au role de fixeur. Ces associations ont tendance à voir dans les médias un simple relais, tandis que les médias perçoivent difficilement la portée de leur travail, ou acceptent de faire ce relais sans y apporter de perspective. -.

## La Transmaghrébine
Une autoroute transmaghrébine de 3 210 kilomètres est en cours de construction entre le littoral marocain et la Libye. Cette autoroute représente une chance sur le plan économique pour tous les pays qu'elle traverse. Elle doit traverser la Mauritanie, le Maroc, l'Algérie, la Libye et la Tunisie. Elle est composée d'un axe atlantique de Nouakchott à Rabat et d'un axe méditerranéen de Rabat à Tripoli passant par Alger et Tunis.
La première portion située le long de l'océan Atlantique (axe Nord-Sud) débutera à Nouakchott (Mauritanie) pour rallier le réseau autoroutier marocain en passant par Agadir, Marrakech, Settat, Casablanca et Rabat. Cette dernière constitue le point d'orgue entre les axes Nord-Sud et Est-Ouest maghrébins (appelé également axe méditerranéen). Ce dernier prenant naissance à Rabat traversera Meknès, Fès, Taza jusqu’à la ville d'Oujda, située sur la frontière algéro-marocaine. La portion algérienne reliera les principales villes côtières au départ de la frontière marocaine. Elle traversera Tlemcen, Oran et Chlef à l’ouest, Alger, Sétif, Constantine jusqu’à Annaba, à l'est, et rejoindra ainsi la frontière algéro-tunisienne. La portion tunisienne traversera Jendouba, Béja, Tunis, Hammamet, Sousse, Monastir, Mahdia, Sfax, Gabès et Médenine pour arriver à Ras Jedir (à la frontière libyo-tunisienne). La dernière portion de la Transmaghrébine se terminera par l'autoroute libyenne qui reliera la frontière libyo-tunisienne à Tripoli pour traverser Benghazi jusqu'à Tobrouk. À court terme, il est prévu que ce projet reliera la ville d'Agadir (Maroc) à la ville de Sfax (Tunisie). La fin des travaux est prévu pour 2011. Cette autoroute sera d'une longueur supérieure à 2 500 kilomètres[réf. nécessaire].
Pour l'instant et faute de financement, le réseau mauritanien semble très en retard sur celui de ses voisins maghrébins. Au Maroc, l'autoroute est déjà opérationnelle entre Agadir-Marrakech-Casablanca-Rabat-Fès-Oujda.Oujda est située à la frontière algéro-marocaine. En Algérie, l'axe autoroutier est-ouest est totalement fini, il est donc totalement opérationnel depuis août 2010. En Tunisie, le tronçon Oued Zarga-Tunis-Sousse-Sfax de 310 km étant déjà opérationnel, la future réalisation de la partie reliant la frontière algéro-tunisienne à Oued Zarga (Tunisie), longue de 140 km, pourrait assurer la continuité du tracé Agadir-Sfax via Rabat, Alger et Tunis, capitales des trois principaux pays maghrébins. L'absence de financement et la conjoncture économique actuelle sont les causes du retard du démarrage des travaux de cette partie tunisienne restante[réf. nécessaire].
Par son tracé, la Transmaghrébine dessert 55 villes d’une population totale de plus de 50 millions d’habitants (des 89 millions de Maghrébins), 22 aéroports internationaux, les principaux ports, les terminaux ferroviaires, les principales universités, les plus grands hôpitaux et polycliniques ainsi que les principales zones industrielles et touristiques. Ainsi, cette autoroute constituera le nerf essentiel pour l'économie de la région permettant d'intensifier les échanges intermaghrébins dans tous les domaines, de relier l'Europe au Maghreb (grâce au tronçon autoroutier déjà existant entre Rabat et Tanger) et de faciliter les transports routiers et les échanges commerciaux entre les rives nord et sud de la Méditerranée. Il nécessitera la réouverture de la frontière terrestre séparant l'Algérie et le Maroc[réf. nécessaire].

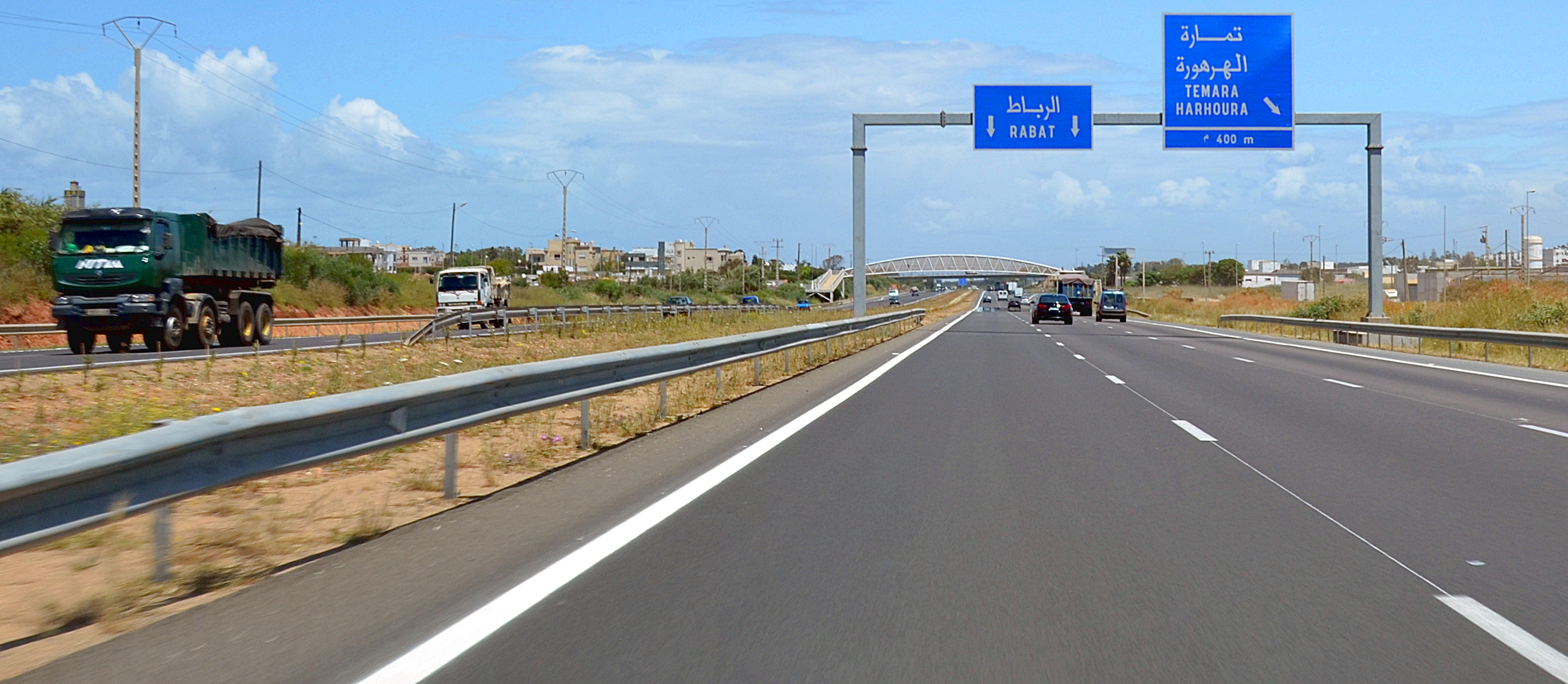
Autoroute marocaine A1 reliant Casablanca à Rabat.
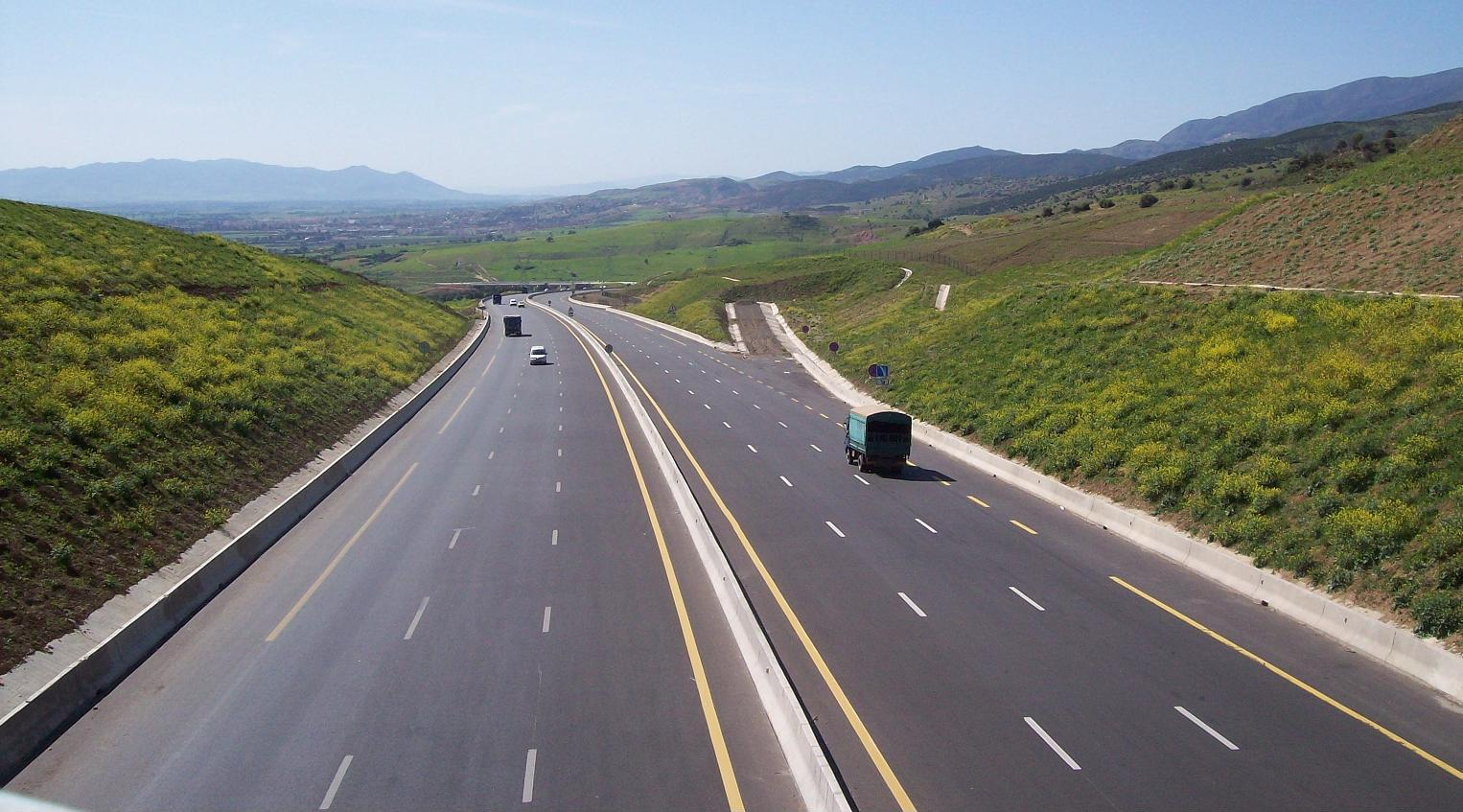
Autoroute algérienne Est-Ouest relient l'Algérie (frontière Tunisienne Annaba au frontière Marocaine Tlemcen) sur 1 216 km.
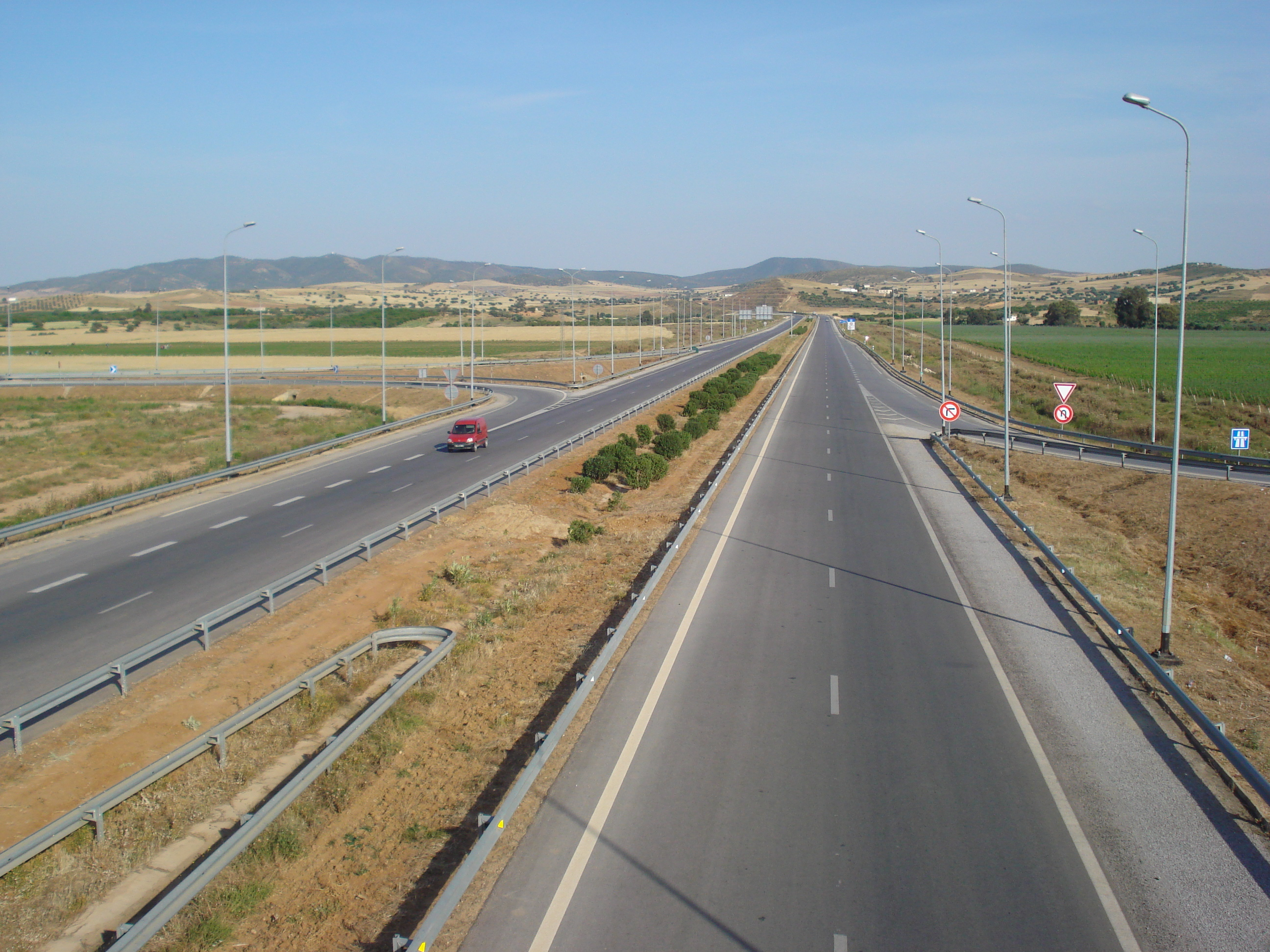
Autoroute tunisienne A3 reliant Tunis à Béja.

## Relations du Maghreb avec l'Europe
Al-Andalus (الأندلس en arabe) (l'Andalousie en français) est le terme qui désigne l'ensemble des terres de la péninsule Ibérique et de la Septimanie qui furent sous domination musulmane au Moyen Âge (711-1492). La conquête du pays par les musulmans fut aussi rapide qu'imprévue et correspondit avec l'essor du monde musulman. Le détroit de Gibraltar, large de 14 km, est à la jointure des deux continents. Le détroit de Sicile est plus étendu (environ 100 km) et constitue également une voie d'accès maritime. De ce fait, les relations économiques entre le Maghreb et l'Europe sont anciennes. Dès l'Antiquité, la Maurétanie envoie des denrées méditerranéennes (olives, blé, vin, etc.) ou de l'Afrique subsaharienne (or, ivoire, esclaves, etc)[réf. nécessaire].
Avec la colonisation européenne au XIXe siècle, elles se doublent d'échanges humains. Un grand nombre d'Européens s'installe au Maghreb, apportant avec eux leur langue et leur religion. Toutefois, au terme de la guerre d'Algérie (1954-1962), les Pieds-noirs et d'autres populations, européennes pour la plupart, sont contraints par les évènements de migrer vers la France. Au début du XXIe siècle, environ 70 % du commerce extérieur du Maghreb est réalisé avec l'Union européenne. Les échanges concernent les matières premières et les minerais (exportations d'hydrocarbures et de phosphates) mais aussi les productions agricoles (agrumes et primeurs) mais aussi du textile ou encore des produits finis comme dernièrement des voitures (Logan). Les pays du Maghreb importent essentiellement des produits industriels et agricoles (céréales et lait). Depuis quelques années, des entreprises européennes délocalisent leurs unités au Maghreb pour profiter du faible coût de la main d'œuvre, ce qui est encouragé par la signature d'accords bilatéraux de libre-échange notamment dans le cas tunisien[réf. nécessaire].
Enfin, les flux migratoires demeurent importants entre le Maghreb et l'Europe,. Après la fin de la Seconde Guerre mondiale, un certain nombre de Maghrébins ont quitté leurs pays pour travailler en Europe. La France, en raison des liens historiques et culturels qu'elle entretient avec le Maghreb, reste la première destination des migrations économiques. Le Maghreb est dès lors le point de départ d'une immigration clandestine qui passe par le détroit de Gibraltar, par les enclaves espagnoles de Ceuta et Melilla, ainsi que par le détroit de Sicile et l'île italienne de Lampedusa.

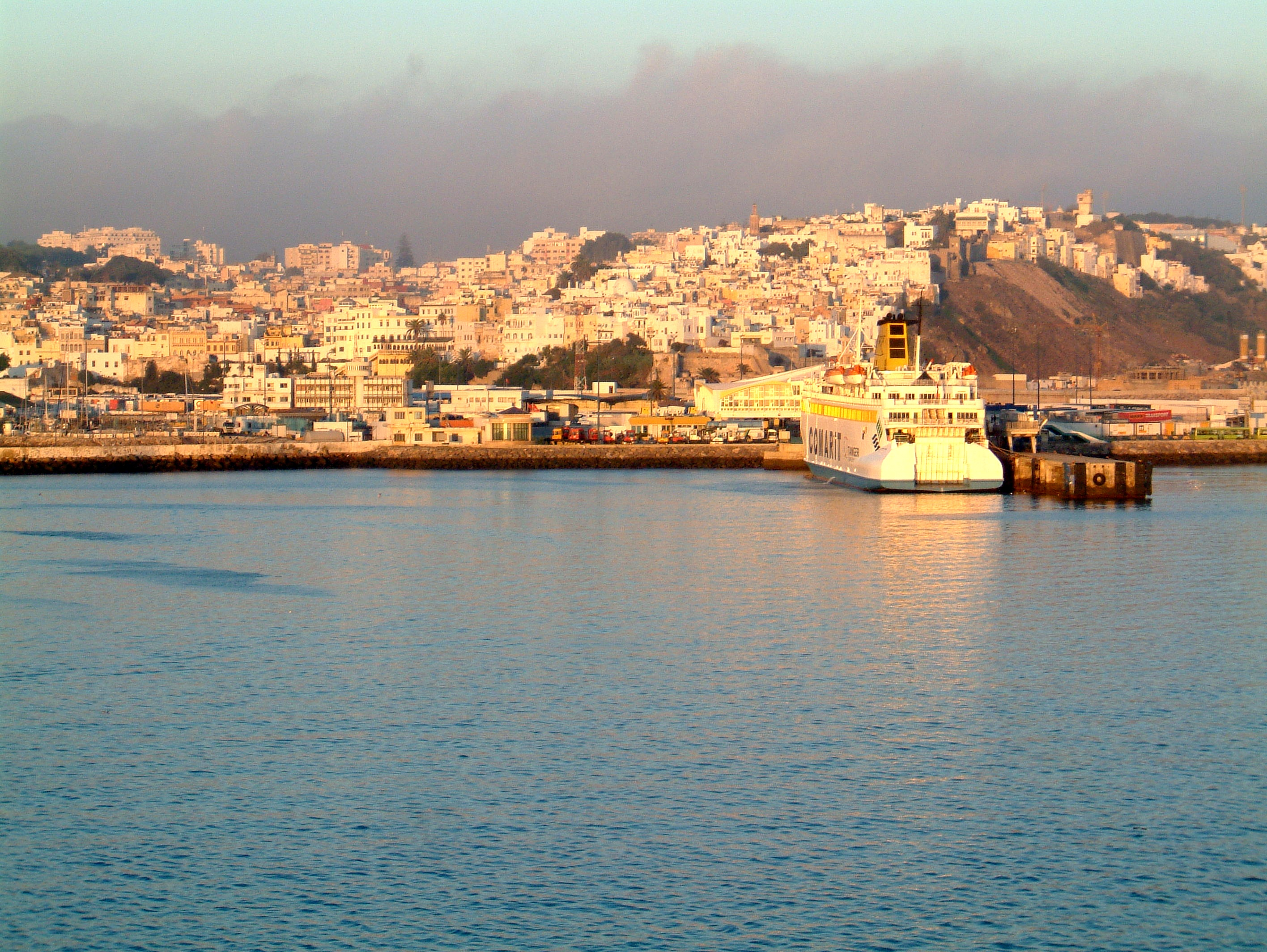
Tanger, vue du détroit de Gibraltar.
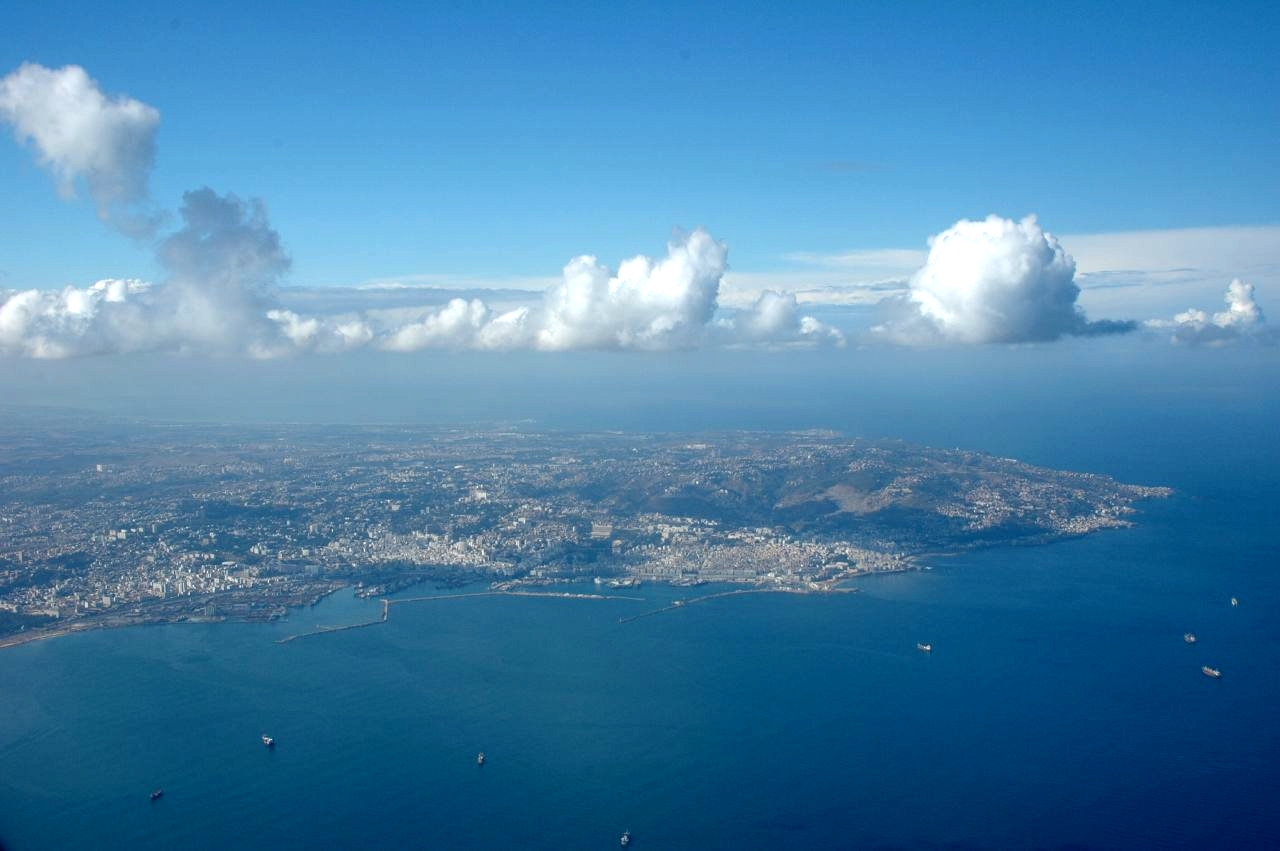
L'espace aérien algérois de plus en plus important, Algérie.
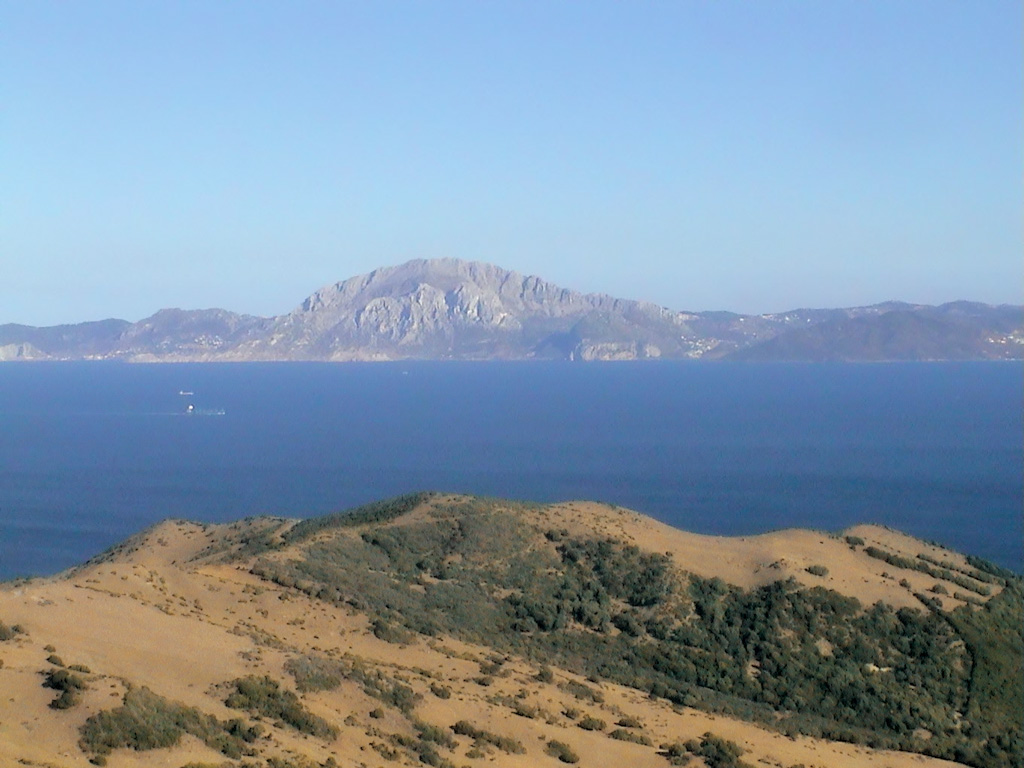
Vue sur les côtes marocaines depuis l'Espagne.
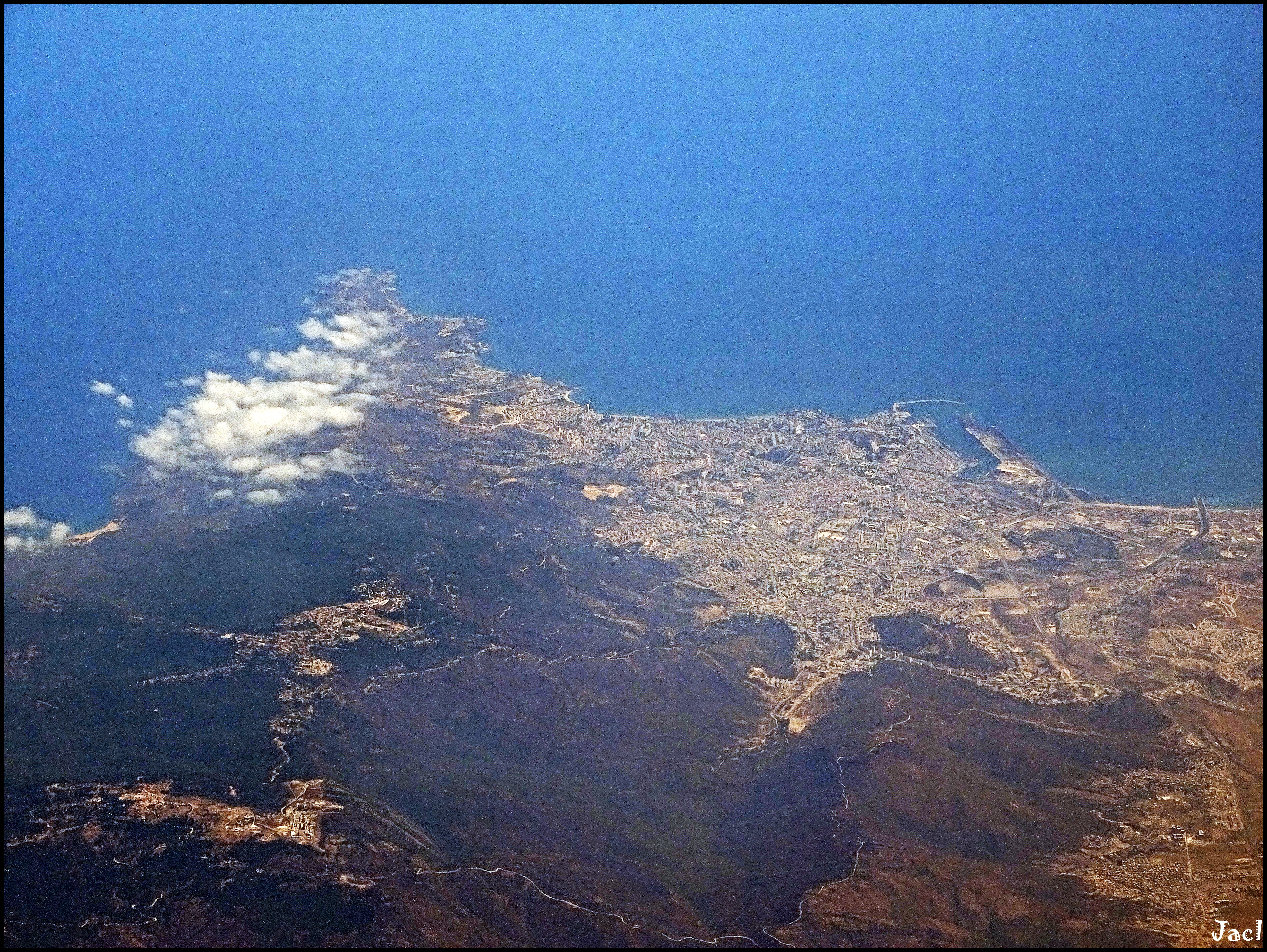
Annaba vue du ciel.